# 八達通
八達通（英語：Octopus）是香港通用的電子收費系統，於1997年9月1日啟用，實體八達通是一种信用卡大小且内置晶片的塑膠卡片，為卡片充值後放置在接收器上即能夠完成付款過程。八達通最初只應用在巴士、鐵路及渡輪等公共交通工具，後來陸續擴展至其他公共交通，以至零售業務，後來更普及至在學校、醫院、辦公室及住所等的通行卡。增值方法亦由最初的增值機擴展至商店付款處、任何港鐵站客務中心、以信用卡或者銀行賬户自動轉賬。如已申請「八達通銀包」（前稱「好易畀」）帳戶，亦可透過八達通流動應用程式增值。
八達通為世界上最早發展以及最成功的電子貨幣，普及程度亦為世界最高，為全球多個國家及地區發展電子貨幣系統的典範及參考對象。截至2017年，市面流通逾3,450萬張八達通卡，相當於每位香港人平均持有5張八達通卡，每日交易宗數超過1,300萬，金額超過1.5億港元。八達通卡有限公司憑藉此經驗取得在荷蘭、中國大陸長沙、新西蘭奧克蘭及阿拉伯聯合酋長國杜拜發展電子收費系統的合約，並於2012年先後與嶺南通與深圳通聯合發行二合一卡。2018年，香港市場上新款付款方法開始進行大勢擴張，包括轉數快、AlipayHK（香港版支付宝）、WeChat Pay HK（香港版微信支付）等。這些競爭者行為，對八達通的市場地位是一種大的挑戰，在香港本地媒體和網路上也引起很多的議論。
八達通產品的口號是「令生活更輕鬆」，这也是八達通卡有限公司的使命宣言的其中一部分。

## 名稱及標誌

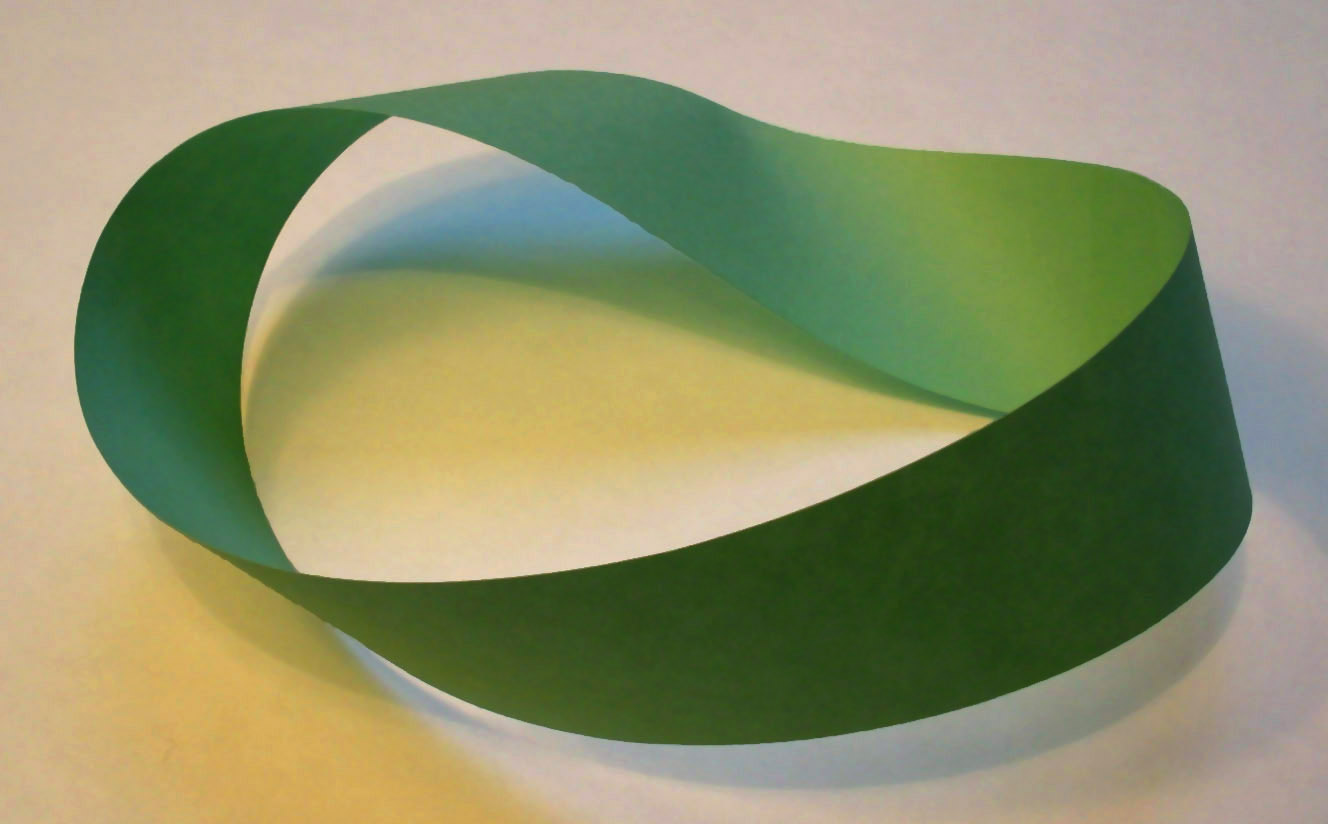
莫比烏斯帶

八達通的中文名稱，字面的意思是「憑卡可以四通八達」。中文的「八」可以代表「很多」，也因其與「發」諧音被視為幸運數字，也與「發達」諧音。八達通的「八達」取自成語「四通八達」，代表一卡在手到處通行。這個名稱是1996年的徵名比賽中，由地鐵公司主席蘇澤光選出來的冠軍作品。而八達通的英文名稱Octopus（八爪魚之意），則呼應中文名稱的「八」字。八爪魚的觸腕可以同時抓取很多東西和像八爪魚般觸手伸向四處的事物，代表八達通的廣泛應用。
1997年第一代的八達通卡卡面左上角印有營運公司聯俊達的標誌，到2002年改名為「八達通卡有限公司」再發新卡時該標誌已消失。
八達通的標誌是一條打斜的莫比烏斯帶，既像阿拉伯數字的8，又像無限的符號∞。前者在於與八達通的名稱呼應，後者的意思則在於代表八達通的「無限」功能。
為慶祝八達通推出二十週年，八達通卡有限公司於2017年9月推出新標誌，同時推出印有新標誌的第四代八達通卡，改用平面設計；惟新設計發佈後即被網民批評。

## 歷史

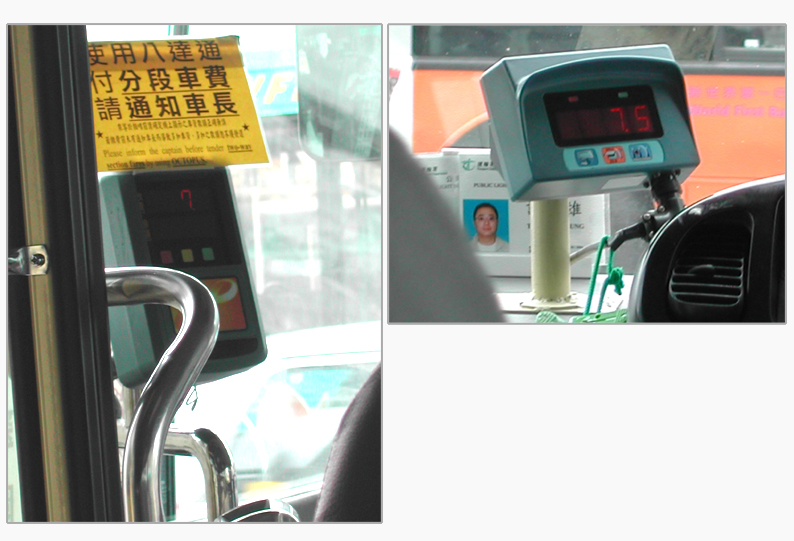
1999年11月，進智公交率先引入小巴的八達通收費。左圖中標示提醒乘客使用八達通分段收費前應通知司機。

香港地鐵在1980年通車後不久就啟用香港地下鐵路多程車票，是一張循環再用的磁性塑膠卡片作為車票，這類車票可以分為單程車票及儲值車票。1981年3月29日，改用彈性較大的香港地下鐵路儲值車票。1984年10月15日，通用範圍擴展至另一鐵路營辦商九廣鐵路公司營運的唯一重鐵綫九鐵英段（大致為現東鐵綫），同時易名為通用儲值票。1989年，通用儲值票通用範圍擴展至九巴、城巴部份接駁地鐵的巴士路線，及快餐店或自助證件相機付款等非交通支付。
地鐵最終決定採納更多先進的科技，於1993年宣佈將會採用非接觸式付款智慧卡。為了令到更多人接受，地鐵、九鐵、城巴、九巴和油蔴地小輪，於1994年成立聯合公司，命名為聯俊達有限公司（於2002年重新命名為八達通卡有限公司），不過當時香港島主要的公共交通營運者中巴卻拒絕參與。1996年，這個電子貨幣系統正式被命名為八達通。
經過3年的試用期，八達通系統終於在1997年9月1日正式啟動，經過短短3個月就發行了300萬張八達通卡。1999年，八達通擴展至非公共交通的零售服務，同年推出自動增值服務及八達通手錶。2000年，香港金融管理局發放許可證予營運者，並且移除八達通非交通類業務不得多於15%的限制。2001年1月，剛剛宣佈放棄經營渡輪事業的油麻地小輪簽署新股東同意書，同意將股份讓予新世界第一巴士和新世界第一渡輪。同年，八達通卡有限公司轉虧為盈。
2002年1月，聯俊達有限公司改名為「八達通卡有限公司」。
2003年6月29日，八達通另外一個新功能誕生——香港政府決定將全香港18,000個收費咪錶改用八達通系統，於2004年11月21日完成；與此同時，很多政府的公共設施（包括公共游泳池、體育館）亦開始使用八達通系統。同年11月，八達通公司得到一張價值1.2億歐元的合約，提供非接觸付款技術予荷蘭的公共交通系統並合併該國公共交通的收費系統，成為今天的OV晶片卡（這些公司包括NS、RET、GVB及HTM）。
2005年11月，八達通推出一項名為「八達通日日賞」的優惠計劃：八達通使用者只須在指定商店內（惠康超級市場、UA院線、麥當勞等）購物，可用任何方式（包括：八達通、現金或信用卡）付款，然後使用已申請八達通日日賞計劃的八達通卡儲值積分，該積分可於這些商店內購物時當作現金扣除。
2013年3月，八達通宣佈正與網絡供應商合作商量及討論合作，將八達通與SIM卡結合，透過手提電話提供八達通服務，預計於同年推出Octosim，即附帶八達通功能的SIM卡，長遠發展至可以應用於網上購物。同年10月，八達通聯同電訊盈科流動通訊推出「八達通流動電話卡」，推出初期只適用於6款具備近場通訊功能的手提電話。八達通行政總裁張耀堂表示會測試在其他型號手提電話機推行新服務，及與其他網絡供應商討論合作的機會。
2014年2月，八達通宣佈與支付寶及淘寶網合作，於同月18日聯合推出一項名為「八達通網上付款服務」的網購付款方案。此次合作使本港網民可用八達通透過近场通讯技术（NFC）以「一拍即付」的方式在淘寶購物。
2017年9月13日，韓國三星電子在Galaxy Note 8香港發佈會上宣佈Samsung Pay將支援八達通功能。
2017年12月11日，八達通聯同韓國三星電子推出「Smart Octopus」，適用於Galaxy Note 8、Note 9、S8、S8+、S9、S9+、Galaxy A 2018系列 及 Galaxy C Pro 系列, ，可以用近場通訊技術（NFC）及磁信号安全传输（MST）來使用支付功能。
2019年7月11日，八達通宣佈蘋果公司的Apple Pay將支援八達通功能，並已於2020年6月2日正式推出。2019年12月31日，正式為iPhone用戶以O!ePay支援該功能。
2019年11月29日，八達通宣佈12月1日起所有八達通的儲值限額，由HK$1,000元增加至HK$3,000，用戶需透過八達通App或於任何一個八達通服務站進行提升儲值限額。 
2020年12月9日，八達通宣佈華為的HUAWEI Pay將支援八達通功能，並於即日起正式推出。
2021年6月8日，香港政府公布香港消費券計劃選定了包括八達通在內的四個指定儲值支付工具讓市民分期領取5,000元消費券。
2022年1月20日，八達通App内加入銀聯二維碼付款功能；八達通銀包用戶可在內地以至全球等超過3000萬個支援銀聯二維碼的零售點付款購物。

### 年表
- 1992年：八達通收費系統開始籌劃[22]。
- 1997年9月1日：啟用八達通收費系統。八達通最初只能於香港地鐵、九廣鐵路的九廣東鐵、九廣輕鐵、輕鐵接駁巴士、油蔴地小輪中環至坪洲線、九巴和城巴的部分過海隧道巴士路線上使用。
- 1997年9月20日：地鐵公司製作的八達通廣告開始在無綫電視翡翠台和亞洲電視本港台播放三星期，教導乘客使用八達通[23]。
- 1998年12月1日：可使用八達通的油蔴地小輪航線增加中環至梅窩、榕樹灣及長洲線。
- 1998年12月22日：龍運巴士部分路線啟用八達通。
- 1999年1月2日：八達通前身通用儲值票正式停用。
- 1999年3月22日：新世界第一巴士在50輛巴士上啟用八達通。
- 1999年11月：進智公交在小巴引入八達通收費系統。
- 2000年年末：九巴全線車隊啟用八達通。
- 2000年9月20日：康文署轄下四個公眾游泳池試行八達通入場，分別為九龍公園游泳池、斧山道游泳池、摩理臣山游泳池以及城門谷游泳池，為期六個月。
- 2001年1月17日：油蔴地小輪放棄經營渡輪業務，其在聯俊達有限公司的股份由新世界第一巴士和新渡輪接手。
- 2001年2月14日：新巴全線啟用八達通。
- 2001年6月26日：香港所有康文署轄下的公眾游泳池啟用八達通。
- 2001年8月16日：香港電車全線車隊啟用八達通。
- 2002年至2004年：馬亞木創辦冠榮車行旗下小巴陸續啟用八達通。
- 2003年6月29日：部分泊車咪錶啟用八達通。
- 2004年6月30日：幾乎全部專線小巴和47部公共小巴都已安裝八達通。
- 2004年11月21日：泊車咪錶全面啟用八達通。
- 2010年12月7日：八達通在30部的士上試行[24][25]。
- 2013年10月10日：八達通啟動手機NFC功能。
- 2017年10月1日：八達通的最低儲值限額由-HK$35降至-HK$50。
- 2019年12月1日：八達通的最高儲值限額由HK$1,000提升至HK$3,000。
- 2020年5月1日：珀麗灣客運全線車隊只接受八達通付款，不再接受現金。
- 2022年1月1日：城巴88R及61R線不再接受現金付款。
- 2023年6月18日：愉景灣巴士不再接受現金付款。
- 2024年3月26日：推出八達通全國通，可在全中國大陸的所有交通聯合城市使用。

## 第一代八達通換卡計劃

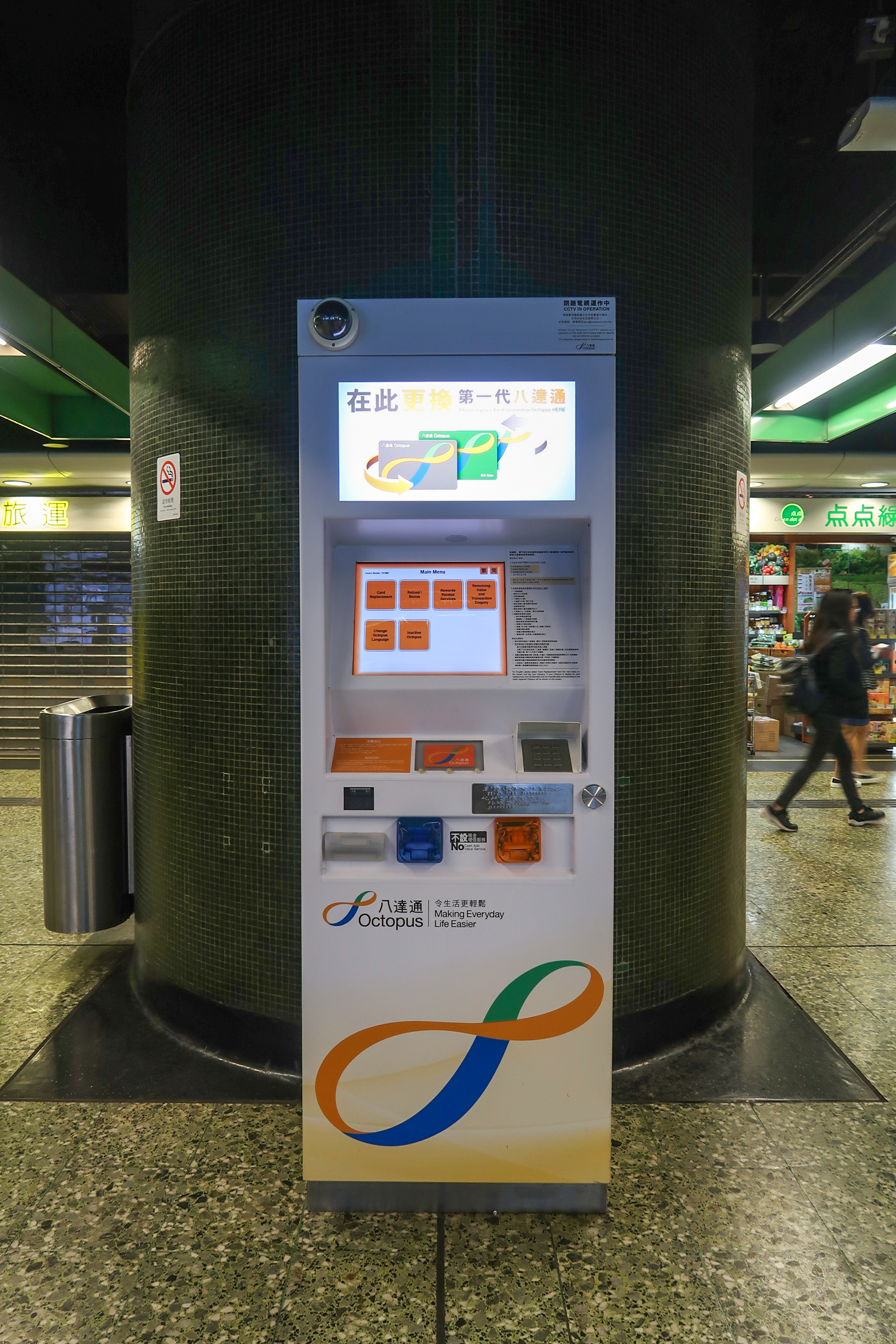
港鐵炮台山站的八達通服務站，可更換成新版八達通

因應提升保安及更新技術，八達通在2015年起推出更換第一代租用版八達通（即卡號最後數字無括號，於1997年至2003年間發行）。
2015年8月5日，八達通公司展開第一代租用版八達通更換計劃，以自願形式為客戶更換第一代租用版八達通。
2017年10月，八達通公司開始第一代租用版八達通更換計劃的最後階段，第一代八達通將分批在2018年1月起分批失效。第一代八達通在付款時會發出「嘟嘟嘟」三聲提示。持卡人可在八達通服務站、港鐵或九巴客務中心換卡。在2017年9月起，透過八達通服務站更換第一代租用版八達通可獲得新設計版面的新租用版八達通。

## 營運者
八達通收費系統由聯俊達有限公司（2002年改名為八達通卡有限公司）發展及管理；該公司由香港最主要的數間交通機構合資成立，包括地鐵有限公司（最大股東，擁有超過50%股權；現改名香港鐵路有限公司）、九廣鐵路公司（九鐵）、九龍巴士（一九三三）有限公司（九巴）、城巴有限公司及香港油蔴地小輪船有限公司（油麻地小輪），但中華巴士（中巴）並無參與。油麻地小輪原持有的股份於2001年轉由新世界第一巴士服務有限公司（新巴）和新世界第一渡輪服務有限公司（新渡輪）持有。2007年12月兩鐵合併，香港鐵路有限公司（即合併前的地鐵有限公司）和九廣鐵路公司持有的股份都維持不變。
八達通卡有限公司已經擴展他們的海外業務，贏得多張合約去擴大八達通在香港以外的業務，業務包括荷蘭和中國長沙。
該公司負責處理八達通系統與商戶間的交易。最初，八達通卡是根據香港《銀行業條例》下的「豁免卡」條款營運，非交通交易只能佔八達通卡交易總數的15%。其後，香港金融管理局向八達通卡有限公司發出「接受存款」牌照，容許八達通卡的非交通交易比例增至50%。根據金管局，八達通系統於2000年的儲值達4.16億港元。
2016年8月25日，金管局根據《支付系統及儲值支付工具條例》向八達通卡有限公司發出儲值支付工具（SVF）牌照 （页面存档备份，存于）。此條例要求持牌人須有2500萬元股本。八達通卡公司將會繼續以《銀行業條例》下的接受存款公司的形式營運，直至SVF牌照於2016年11月13日生效為止。
2005年10月，該公司重組，並成立八達通控股有限公司。除原八達通卡有限公司外，其餘都是新成立負責非付款業務的附屬公司，業務包括由八達通獎賞有限公司發展及經營的獎賞積分計劃「八達通日日賞」、顧問服務、客戶研究服務等。八達通控股有限公司擁有5間附屬公司，包括八達通卡有限公司、八達通獎賞有限公司、Octopus International Projects Limited、八達通投資有限公司及八達通中國投資有限公司。
八達通控股有限公司現時的股東包括4間公共運輸機構。
| 公司                         | 持股比例 |
| ---------------------------- | -------- |
| 香港鐵路有限公司             | 64.02%   |
| 九廣鐵路公司                 | 22.1%    |
| 九龍巴士（一九三三）有限公司 | 13.83%   |
| 新渡輪服務有限公司           | 0.05%    |

## 應用技術

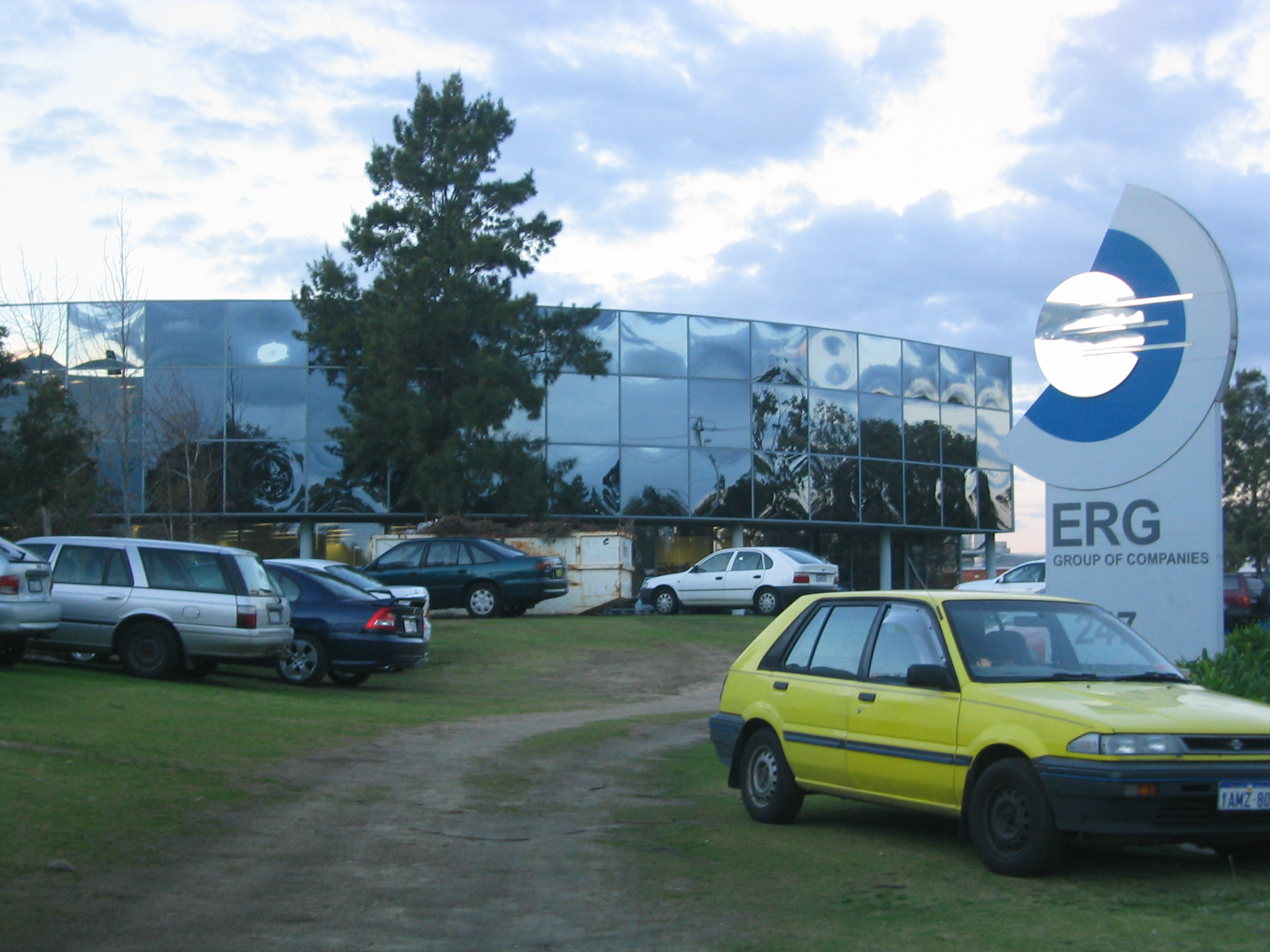
ERG Group of Companies 位於澳洲珀斯的總部。

由澳洲的ERG Group設計，八達通系統使用了Sony的13.56 MHz FeliCa RFID晶片及其他相關技術。香港是世界首個將此技術應用於公共交通工具收費系統的地區。八達通的非接觸式智能卡設計令使用者只需將八達通卡放近八達通讀卡器便可交易，並不需要直接的物理接觸（例如將整張卡插入讀卡器）。資料的傳送速度方面，八達通每秒鐘可傳送212 kbits的訊息；已被香港市場淘汰的電子貨幣系統Mondex及Visa Cash（接觸式智慧卡），每秒鐘亦只能傳送9.6 kbits的訊息，所以亦難免被八達通取代。八達通系統由一間總部位於澳洲珀斯的ERG Transit Systems參與設計。

## 使用方法

觸碰即走方式圖解

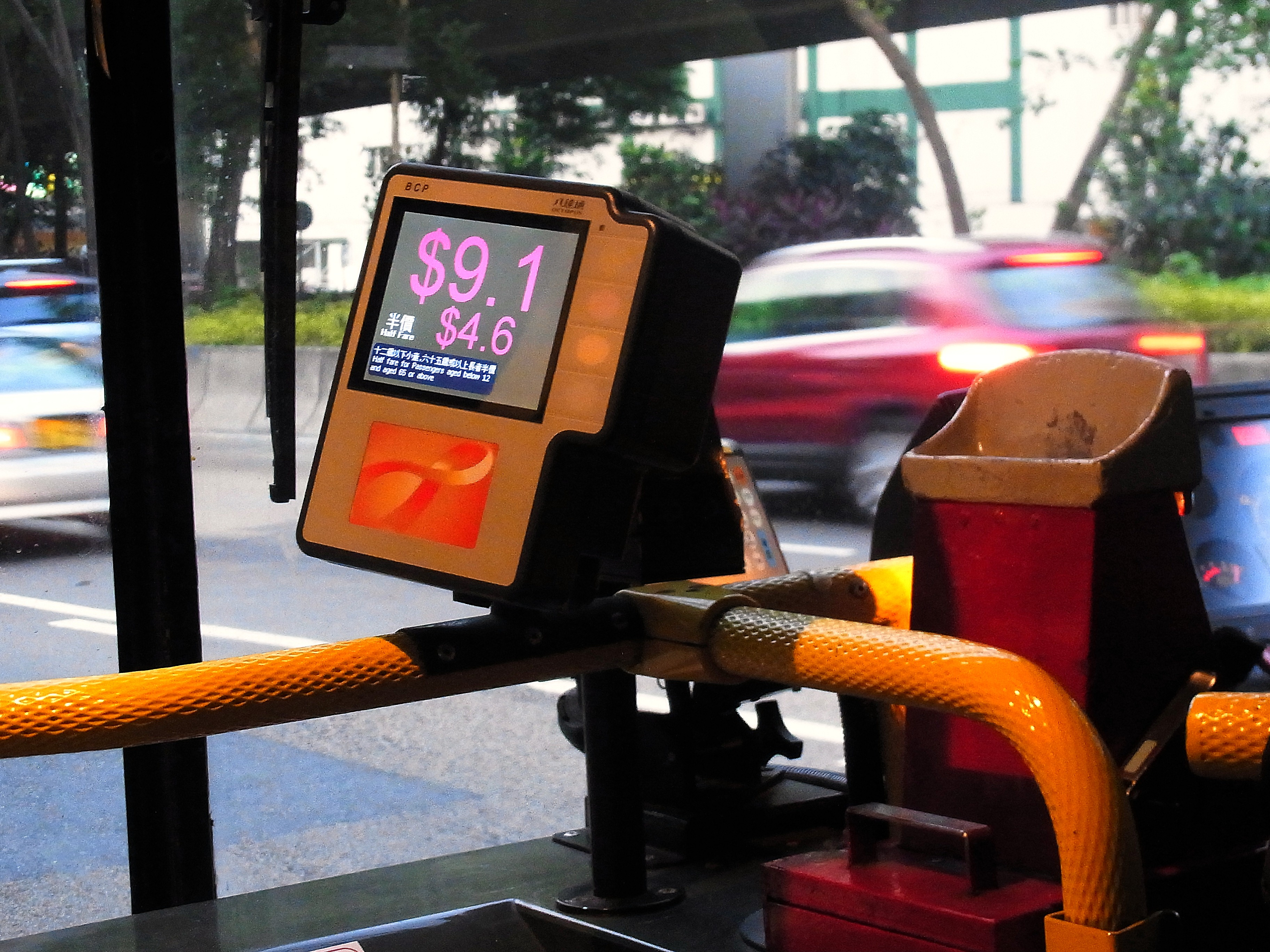
安裝在九巴巴士上的閱讀器

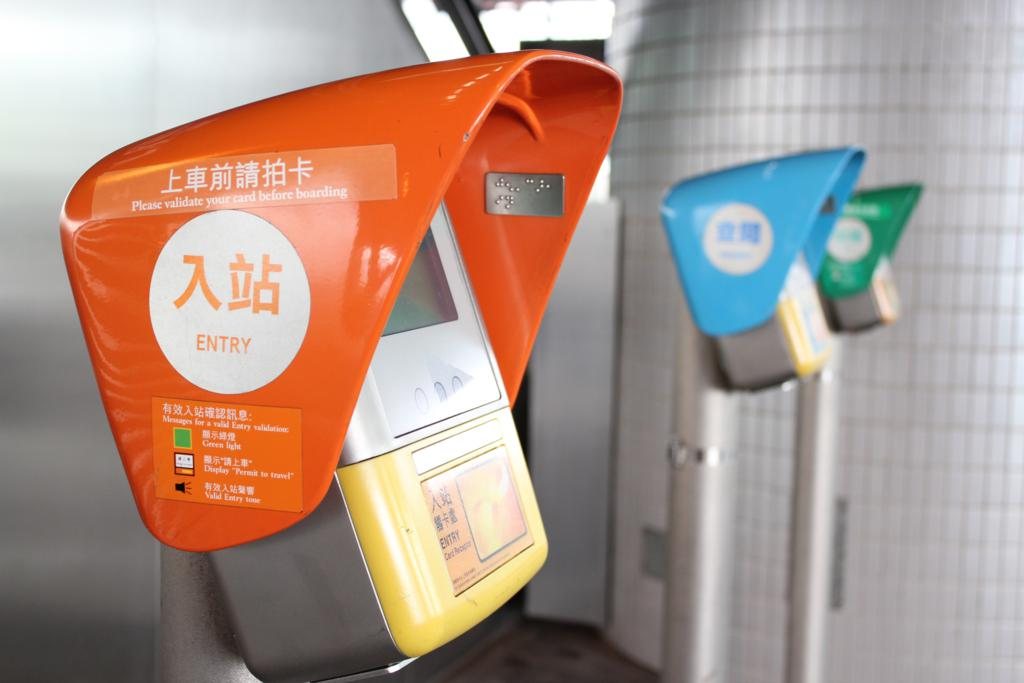
輕鐵的舊款八達通閱讀器

八達通是一種非接觸式智能卡，在電子貨幣中使用上非常方便。無論交易還是增值，操作都十分簡單。八達通能在很多地方使用，如便利店、快餐店、公共交通工具。

### 交易過程
使用八達通付款時，用者只需將八達通卡放在閱讀器上面，款項便會自動扣除，閱讀器能自動判斷適當的優惠收費，如積分計劃、轉乘優惠及「港鐵特惠站」等。由於八達通是非接觸式智慧卡，所以就算隔着幾毫米的普通物料（如塑膠和皮革等），閱讀器也能感應得到，所以只需拿起錢包、手袋甚至是把衣服的袋子放近閱讀器，也能經八達通交易。
交易時間平均只需0.3秒，交易完成後，讀卡器會發出「嘟」的聲音，顯示屏會顯示被扣除的金額及卡的餘額。
而在支付優惠票價收費時（例如巴士的小童、殘疾人士、長者收費），讀卡器會發出音調較高的「嘟」聲。如果讀卡器發出音調比前兩者更高的音調時，則是代表交易未完成，閱讀器的紅燈會亮起。常見原因是卡並未對準閱讀器、交易時餘額等於或低於HK$0、或交易後餘額超出備用餘額。

### 增值

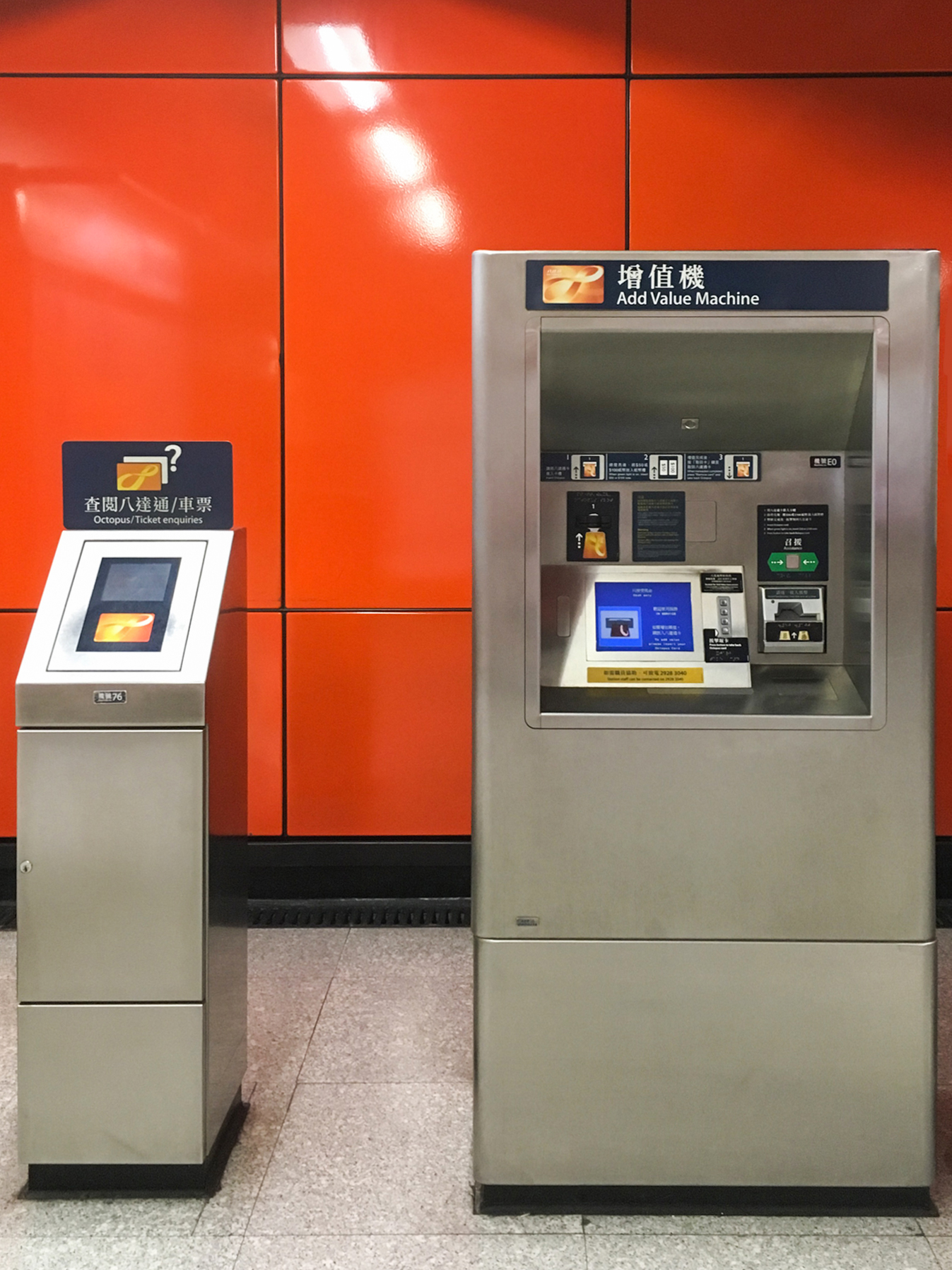
八達通查閱機（左）和八達通增值機（右）

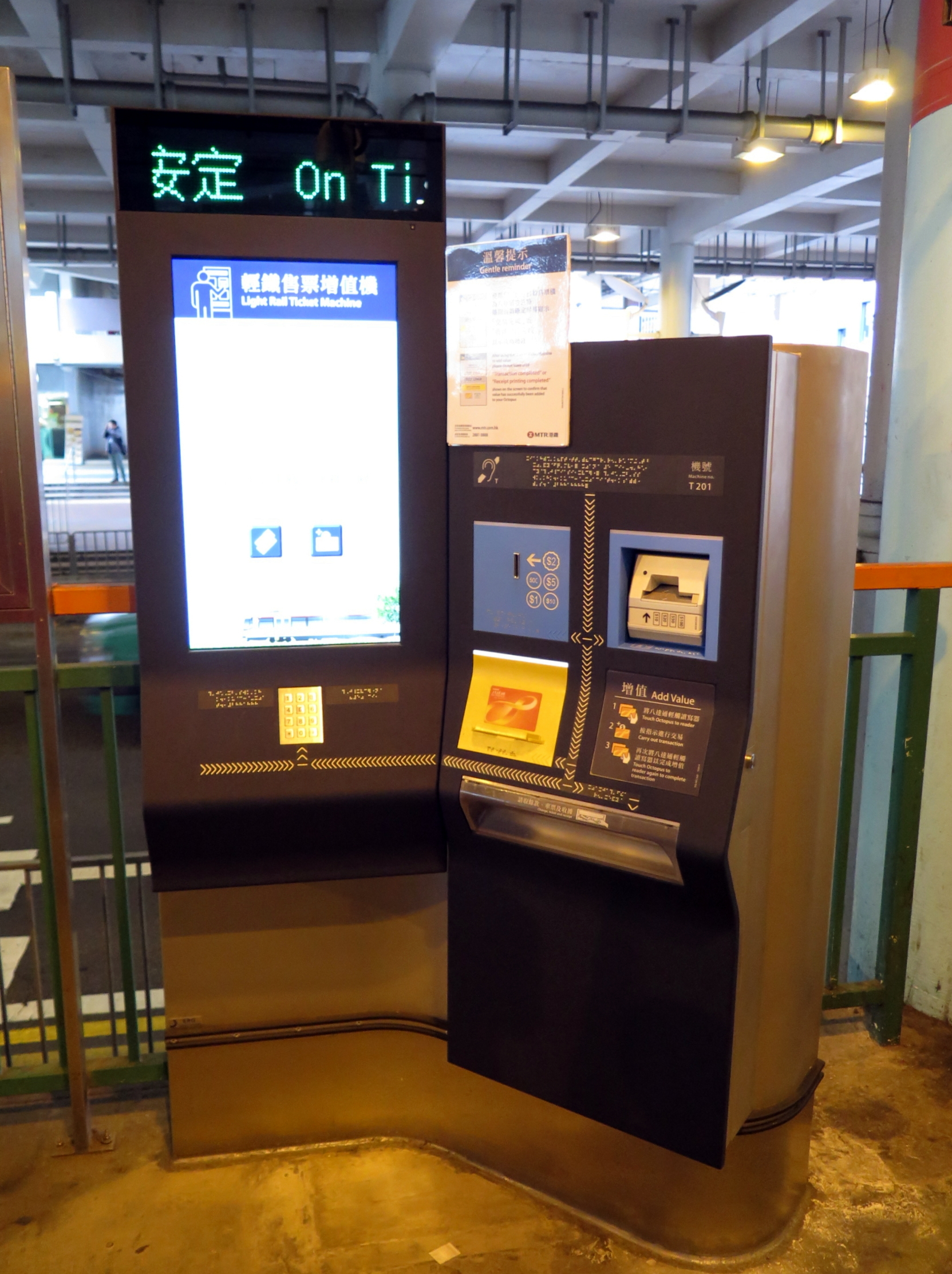
輕鐵2015年版本增值機（但於2019年因反修例運動遭到破壞）

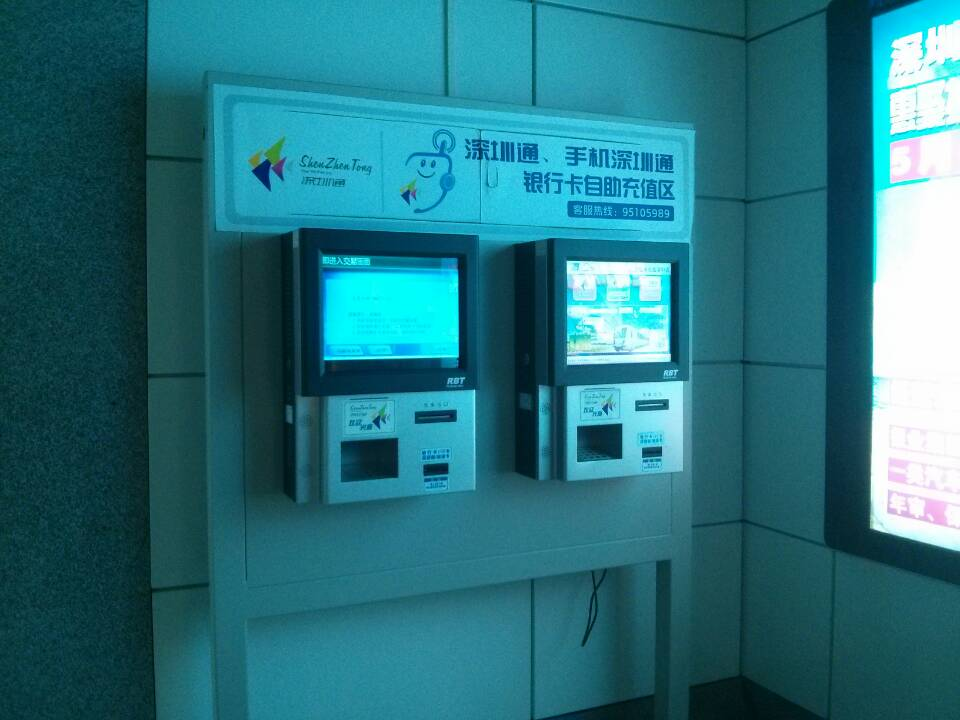
深圳地鐵車公廟站内的深圳通銀行卡自助增值机，可進行深圳通和八达通的充值。僅接受銀行卡支付（闪付）和通過支付宝，微信支付的行動支付

部份設有八達通閱讀器的商店都可為八達通增值，包括7-11便利店、OK便利店、百佳超級市場、惠康超級市場、麥當勞、美心MX、大家樂、大快活等快餐店。
另外，759阿信屋及百佳超級市場等亦提供「找續增值服務」，並可現金付款後，將找續的錢存入八達通卡內。
市民亦可將大量硬幣經金融管理局的「收銀車」，增值至八達通內。收銀車地點按日程行走全港。
港鐵車站内的增值機和客務中心，輕鐵部份車站站內的增值機和客務中心，以及九巴、城巴、新巴和新渡輪（離島航線）的客戶服務中心等亦有提供增值服務，每次加值必須是HK$50的倍數，但增值機只能接受HK$50或HK$100元紙幣。而使用長者、「學生身分」或「殘疾人士身分」個人八達通於港鐵客務中心增值，可選用HK$10或其倍數的增值額。
每張八達通可儲值不超過HK$3,000。在2019年12月1日之前發出的八達通產品，則以HK$1,000為限，如需要加大儲值額至HK$3,000，亦可經八達通App或八達通服務站。
即使卡內餘值金額不足，只要餘額尚為正數，並且差額不大於備用額，仍然可以在毋須增值的情況下交易。2017年10月1日前發出八達通備用額為HK$35；該日之後發出八達通為HK$50。換言之，八達通卡最小儲值金額是港幣-HK$35或-HK$50元。這容許卡主在儲值金額不足的情況下，仍能乘搭香港大部份交通工具或購買商品。
香港地区以外的八达通線下充值操作目前只有在深圳可以进行。在深圳地铁各站设置的深圳通銀行卡自助增值机除了可以增值深圳通外，也可以以銀聯卡、支付寶、微信支付、雲閃付等方式增值八达通。但充值金额是以港币为单位，並以当日人民幣對港幣的汇率进行扣款。除此以外，深圳灣口岸、皇崗口岸、福田口岸及羅湖口岸都設有深銀聯易辦事自助繳費終端機，但匯率較不划算（现均不可用）。

#### 自動增值
八達通卡除了可經過附有八達通卡閱讀器的商店或交通工具公司增值外，近年多間信用卡發卡銀行亦推八達通自動增值，並推出多項優惠大力推廣。持卡人可為最多6張八達通申請自動增值服務（3張持卡人本人及3張家屬親人），可選擇每次HK$150、HK$250、HK$500或HK$1,000增值。當八達通餘額於交易前少於$0.1，或其正數餘額加上備用餘額仍不夠支付該次交易款項，便會自動增值，款項會在已登記的信用卡內扣除。

#### 查閱交易紀錄
除了可以使用設於港鐵車站內的「八達通查閱機」查詢餘額及最近10次交易紀錄外，「八達通」手機程式可讓用戶在備有「近場通訊」功能的手機上顯示餘額、查閱過去3個月的記錄、八達通日日賞等。此外，用戶亦可以購買「八達通PC閱卡機」，透過互聯網，於電腦上查詢。

### 其他用途
香港警務處在過往多次憑藉八達通而成功偵破罪案，並聯同港鐵及九巴利用八達通機尋回失蹤長者，除了能夠追蹤疑犯的行蹤及交易紀錄外，亦能夠協助人員辦認死者的身分。

### 不常用八達通行政費
從2020年10月1日起，八達通公司對不常用八達通收取不常用八達通行政費。於2017年10月1日或之後發出的租用版成人八達通，如三年內並無增值或作支付用途便會成為不常用八達通，會收取$15行政費；其後每12個月收取$15，直至卡主重新使用八達通、退回八達通，或卡內的餘額及按金被扣完為止。此行政費僅適用於不記名租用版成人八達通、客戶年滿18至59歲，並未享有任何乘車優惠之租用版個人八達通。

## 適用地點

### 香港
八達通適用於香港除的士及大部份紅色公共小巴以外的大部分的公共交通工具（包括部份跨境交通，如上環港澳客輪碼頭售票處、港珠澳大橋穿梭巴士、皇巴士等）以及大部分大型連鎖店，例如便利店、快餐店及超級市場等。香港許多新款自動售賣機亦接受八達通付款，包括收費公共電話及自助攝影機。此外，部份自助影印機以及圖書館逾期罰款也支援使用八達通收費，包括大部份香港大專院校的圖書館及香港公共圖書館的分區圖書館。八達通一度可在港鐵部分車站購買前往中國大陸旅遊的旅遊保險，但該批機器已於2008年初全數關閉。高鐵通車後至高鐵因疫情關閉期間，八達通一度可在售票機用於購買來往香港西九龍站的高鐵車票，不過疫情期間高鐵停運，而高鐵重開後已取消了港鐵本身的票務系統，全部併入中國鐵路12306票務系統，八達通改為只能在人工櫃檯購票。2020年，因應2019冠狀病毒肆虐，八達通推出藍牙流動收款機，支援客戶以八達通卡及二維碼付款，供中小企及的士司機使用，避免找贖引致的衛生問題。

### 中国大陆
由2006年8月14日起，大快活深圳分店開始接受使用八達通付款。2008年2月1日開始大家樂共五間深圳分店亦開始接受八達通付款。交易時會按店內張貼的人民幣兌換率兌換為港幣結算。
现在深圳和香港两地都有销售八達通與深圳通合作，推出於深圳及香港專用的「互通行」智能卡，可以在深圳的各大深圳通销售点、便利店以及香港的部分OK便利店买到。而首期发行的限量版3800套卡於2012年9月4日起至9月10日發售。
另外，在深圳地鐵各站設置的深圳通銀行卡自助增值機除了可以增值深圳通外，也可以增值八達通。但增值金額是以港幣為單位，並以當日人民幣對港幣匯率進行扣款。
香港八達通公司宣佈將於2023年第二季起加入交通联合，並推出八達通全國通卡，首階段只可使用實體卡北上功能，稍後才擴展至NFC以及南下功能。2024年3月26日，帶有交通聯合標誌的八達通-全國通卡首創版正式發行，持卡可通行全中國超過330座城市，同年9月12日全面發售正式版，2025年中亦會推廣至銷售版旅客八達通加入全國通功能。

### 澳門
由2006年12月起兩間肯德基分店曾經接受使用八達通付款。但由於其中一間肯德基結業，現時關閘、黑沙環及白馬行的肯德基分店不再接受使用八達通付款。目前，只有港珠澳大橋澳門邊檢大樓的港珠澳大橋穿梭巴士售票處接受八達通付款。
2024年12月4日，澳門正式加入交通聯合，全澳公共巴士接受帶有“交通聯合”標誌包括八達通全國通卡、嶺南通‧八達通卡拍卡支付車資，但不設任何車資或轉乘優惠。

## 優惠及社會福利
八達通優惠是因為行政之便而限制優惠只給予使用八達通的乘客。使用八達通可享接駁鐵路與其他交通工具轉乘優惠。巴士方面，九巴及城巴的讀卡器有為雙向分段收費而設，於部分路線，乘客先登車時拍卡支付全程收費，並於下車時於巴士上或指定巴士站拍卡退回已扣除車費與應付車費差額；小巴方面，讀卡器有按鈕為雙向分段收費而設，於部分路線，乘客可自行按鈕，或通知司機選擇只支付分段車費。
港鐵在車費優惠上，因為乘客使用八達通會比使用單程票更節省硬幣處理成本，同時為推廣使用八達通，當乘客使用八達通乘坐鐵路，收取的車費比單程票便宜或相同。港鐵各種全月通、MTR分計劃等均要求乘客持有八達通以享優惠。
社會福利方面，長者及合資格殘疾人士公共交通票價優惠計劃、公共交通費用補貼計劃都需要使用八達通，以使用及收取社會補助。

## 八達通退還
由於八達通是香港的特色之一，故吸引了大量遊客購買以作留念。但亦有不少遊客會在離開香港前退還八達通卡，為應付遊客短期內退還的龐大行政費用，八達通公司會向退還符合以下任一情況的不記名租用版卡片的使用者收取HK$11元或剩餘儲值金額的1%（以較高者為準）的手續費：
- 剩餘儲值金額高於HK$1,000元
- 購買卡後90日內退還
- 自2020年10月1日起若該八達通的貨品／服務付款交易僅 5 宗或以下（不包括任何賬單支付或捐款）

八達通公司亦曾經只收取HK$7及HK$9作為手續費。
個人八達通方面，2004年11月1日起發出的個人八達通，於任何時間退還會收取HK$10，在此之前發出的個人八達通則不收退卡手續費。
該公司也提供了「收藏版」八達通卡，主要對象是遊客等想購買作紀念收藏的人；另外所有入境游客都可以在具有八达通发售处的出入境關口或市區内購買游客八達通，可免除退還時的手續費。
至於銷售版八達通只可餘額退款，售價不予退還。辦理餘額退款後卡片歸還持卡人，但其八達通功能即被注銷且無法重新啟動。

## 八達通報失
個人八達通、附有自動增值八達通設有報失服務，可經八達通公司網頁 octopus.com.hk 報失及選擇是否補領新卡，報失完成起計3小時內鎖上，新卡將郵寄至住址。如不補領新卡，將會郵寄信件，在港鐵客務中心取回餘額及按金。可通过致電八達通報失熱綫 2266 2266 报失，

## 卡片種類
八達通可分為「租用版」和「銷售版」兩種。
「租用版」購買價錢已包括按金在內，主要為卡類，款式較少；而「銷售版」不包括按金，款式較多，可以是八達通卡、八達通錶、八達通配飾及紀念版八達通等，價格較高。「租用版」八達通在港鐵車站及機場均有出售，購買時需要繳付HK$50的按金和HK$20至$100不等的預付票值，按金於退還八達通卡時退回。一般八達通是匿名性質，毋須出示身分證明文件即可購買。使用者遺失了這張八達通，只會遺失了卡內的儲值金額和消費記錄，並不會遺失任何個人資料。除了三種為不同身分的人士而設的一般八達通，八達通公司亦有發行個人八達通。
下表所示的乃常設的八達通卡產品，除注明「銷售版」外，其餘皆為「租用版」八達通卡，而「銷售版」八達通卡包括成人、長者和小童旅客八達通 – 全國通卡 (銷售版)。
| 種類         | 種類                      | 種類                                              | 售價 | 内附儲值額            | 使用規則 |
| ------------ | ------------------------- | ------------------------------------------------- | --- | --------------------- | --- |
| 常規八達通   | 小童                      | 小童                                              | HK$100 | HK$50                 | 適用於年齡介乎3至11歲的兒童。使用小童八達通乘搭港鐵、專營巴士路線、電車、21條渡輪航線乘搭可以有低至半價優惠。初期發售時為粉色，期後改為天蓝色。 |
| 常規八達通   | 學生 （停止發行）         | 學生 （停止發行）                                 | HK$100 | HK$50                 | 2005年11月1日起停止發行，由「學生身分」個人八達通卡取代（下述），現時此卡與一般成人八達通卡使用上沒有分別。停止發行前使用此八達通卡乘搭地鐵市區綫可享特惠票價，惟使用時必須連同「地鐵學生乘車證」一併使用。但乘搭其他交通工具則需付成人車資。 停止發行3個月後（即2006年2月1日起），使用此八達通乘搭任何交通工具均不可享優惠票價，會收取成人票價。另外在兩鐵合併初期，使用此八達通乘搭港鐵於九龍塘站、美孚站、南昌站、尖沙咀站及／或尖東站轉綫時，出現因為軟件上的問題而扣取比成人票價還要高的車資。 |
| 常規八達通   | 成人                      | 成人                                              | HK$200 | HK$150                | 適合於任何人士使用。初期發售時為金色，期後改為個人八達通的彩色設計，背面為白色。 長者及小童使用成人八達通將不能享有優惠車資。唯一與個人八達通不同的是背面並無任何使用者的照片及個人資料。 |
| 常規八達通   | 長者                      | 長者                                              | HK$100 | HK$50                 | 適用於年齡65歲或以上的長者。 使用長者八達通卡乘搭港鐵（機場快綫除外）、專營巴士路線、電車、21條渡輪航線可以有低至半價優惠；並可於港鐵客務中心增值HK$10及其倍數。 現時60歲或以上的長者必須使用「樂悠咭」才可享有HK$2優惠票價，詳見：長者及合資格殘疾人士公共交通票價優惠計劃。 |
| 個人八達通   | 普通個人                  | 普通個人                                          | HK$200 （含手續費HK$20） | HK$130                | 個人八達通卡需要註冊，卡面可以印有使用者的照片及載有個人資料。此卡多用於進入大廈等設施，並可享用輕鐵的個人八達通積分優惠。使用優惠車資的資格按持卡人年齡自動設定（3至11歲的持卡人會收取兒童車資，65歲或以上的持卡人會收取長者車資，年滿60歲的香港居民必須轉用「樂悠咭」才可享有HK$2優惠票價），合資格學生或殘疾人士持印有使用者的照片及載有個人資料的個人八達通卡亦可申請加註「學生身分」或「殘疾人士身分」（下述）。 2018年12月1日起，所有新發行的個人八達通卡均採用黑色版面，原有多色混合的舊設計同日起停止在個人八達通卡上使用。 |
| 個人八達通   | 學生身分                  | 學生身分                                          | 首次申請費用HK$90 含手續費及行政費各HK$20 每次延續身分需繳付HK$20行政費                                                                      | 首次成功申請回贈HK$20 | 個人八達通卡加註「學生身分」，用於取代學生八達通卡及曾用的地鐵學生乘車證。此卡僅限12-25歲在香港認可全日制學校就讀的學生辦理，每名學生最多只限持有一張，卡面必須印有使用者的照片及姓名。「學生身分」八達通卡上的「學生身分」設有限期，小四、中一、中四或特殊學校學生的有效期為三年，小五、中二或中五的有效期為兩年，小六、中三、中六或以上的有效期為一年，到期的學生需携带蓋有校印的申請表，到港鐵客務中心遞交表格，而有效期均是每年的10月31日，若未延續學生身分便需繳付成人車資。 使用此卡乘搭港鐵、輕鐵及港鐵巴士（新界西北）（機場快綫、港鐵接駁巴士、往返羅湖或落馬洲站、東鐵綫頭等額外費除外）可以享有低至半價優惠，并可於港鐵客務中心增值HK$10及其倍數。詳見：港鐵學生乘車優惠計劃 |
| 個人八達通   | 殘疾人士身分              | 殘疾人士身分                                      | 首次申請費用HK$90 含手續費及行政費各HK$20 每次延續身分需繳付HK$20行政費 持有社會福利署寄出的已核實身分的郵遞申請表的人士可豁免手續費及行政費 | 無                    | 個人八達通卡加註「殘疾人士身分」，僅限65歲以下在香港認可的「100%傷殘人士綜合保障計劃」或「傷殘津貼」受助人辦理，每名殘疾人士最多只限持有一張，卡面必須印有使用者的照片及姓名。「殘疾人士身分」八達通卡的「殘疾人士身分」有效期記載於港鐵寄出的取卡／延續殘疾人士身分通知書上，亦可在港鐵站八達通查閱機上查詢。到期的殘疾人士需携帶社會福利署寄出的已核實身分的郵遞申請表，到港鐵客務中心遞交表格，若未延續残疾人士身分便需繳付成人（12-64歲）／一般小童（12歲以下）車資。 使用此卡乘搭港鐵（機場快綫、往返羅湖或落馬洲站、東鐵綫頭等額外費除外）、輕鐵及港鐵巴士（新界西北）、專營巴士路線（機場A及NA線、馬場路線及長途巴士新型服務除外）、21條渡輪航線（豪華位除外）、綠色小巴、電車及指定紅色小巴及街渡可以享有每程HK$2優惠車／船費，而東鐵綫頭等額外費、往返羅湖或落馬洲站的港鐵車程，渡輪豪華位差額，或港鐵／渡輪低於原價HK$2車／船費，以及12歲以下殘疾兒童乘搭專營巴士A及NA線、馬場路線、長途巴士新型服務、以及低於原價HK$2車／船費、其他公共交通工具（部份屋邨巴士除外）亦可以享有低至半價優惠。詳見：長者及合資格殘疾人士公共交通票價優惠計劃 |
| 個人八達通   | 「樂悠咭」                | 「樂悠咭」                                        | 首次申請費用HK$70 含手續費HK$20 首次成功申請人士可豁免手續費，首次申請費用於首次增值時扣除                                                   | 無                    | 僅限60歲或以上香港居民（包括將於3個月內年滿60歲）辦理，每名年滿60歲人士最多只限持有一張，卡面必須印有使用者的照片及姓名。使用此卡乘搭港鐵（機場快綫、往返馬場（只適用於60-64歲香港居民）、羅湖或落馬洲站、東鐵綫頭等額外費除外）、輕鐵及港鐵巴士（新界西北）、專營巴士路線（機場A及NA線、馬場路線及長途巴士新型服務除外）、21條渡輪航線（豪華位除外）、綠色小巴、電車及45條指定紅色小巴路線及11條指定街渡航線可以享有每程HK$2優惠車／船費，而65歲或以上乘搭東鐵綫頭等額外費、往返羅湖或落馬洲站的港鐵車程，渡輪豪華位差額，或港鐵／渡輪低於原價HK$2車／船費，亦可以享有低至半價優惠。詳見：長者及合資格殘疾人士公共交通票價優惠計劃 |
| 销售版八達通 | 旅客八達通                | 旅客八達通                                        | HK$42 | 无                    | 於2011年9月30日推出，適合任何人士使用，主要對象為訪港遊客。2025年4月15日推出全國通版本，卡面將分別以灰色（成人）、淺藍色（小童）及淺綠色（長者）作為版面。 此卡不設押金，目前只有全國通版本備有成人、小童及長者類別，在香港各大7-11便利店、OK便利店和VanGO便利店，以及港铁机场站有售。 |
| 销售版八達通 | 20週年特別版 （停止发行） | 20週年特別版 （停止发行）                         | HK$88 | 无                    | 於2017年9月6日为纪念八达通发行20周年而推出，以全新的八达通公司标志为主体，背景由不同深浅方块构成20字样，象征八达通多年来不断为大众提供多元创新服务。此卡不設押金，只發行成人版本，只限於八達通網上商店發售。目前已停止发行。 |
| 销售版八達通 | 型黑·別注版               | 型黑·別注版                                       | HK$88 | 无                    | 於2019年4月15日推出，采用黑色半透明卡面，可见部分卡内天线。此卡不設押金，只發行成人版本。目前只在八達通網上商店發售 （页面存档备份，存于）。 |
| 销售版八達通 | 跨境八達通                | 八達通·嶺南通 嶺南通·八達通 （嶺南通联名卡）      | HK$98（八達通版本） CN¥80（嶺南通版本） CN¥70（嶺南通交通聯合版）                                                                            | 无                    | 於2012年7月18日推出，粵港兩地發行版本均不設押金，只發行成人版本。早期版本為「一卡兩芯」制式，於2016年推出「一卡一芯雙錢包」新制式。八達通·嶺南通 （页面存档备份，存于）目前已停止发行。 於2023年推出具有符合交通聯合卡標準、嶺南通省標的人民幣錢包及八達通港幣錢包的嶺南通·八達通交通聯合版，在岭南通的淘宝網上商店及部分羊城通客戶服務中心發售。 |
| 销售版八達通 | 跨境八達通                | 互通行 （深圳通联名卡）                           | HK$98（香港版本） CN¥80（深圳早期版本） CN¥100（深圳前海通版本）                                                                             | 无                    | 於2012年9月11日推出，卡片使用FeliCa，具有八達通港幣錢包和深圳通人民幣錢包。深港兩地發行版本均不設押金，只發行成人版本。 深圳版本早期为蓝色卡面，可在深圳地铁沿线各站的客服中心、深圳通自助售卡-充值机等处购买，已被交通聯合互通行取代；香港版本为橙色卡面，目前已停止发行。 |
| 销售版八達通 | 跨境八達通                | 交通聯合版互通行 （「深港一卡通」，深圳通联名卡） | CN¥68 | 无                    | 於2023年推出，具有符合交通聯合卡標準的深圳通人民幣錢包和FeliCa八達通港幣錢包。 |
| 销售版八達通 | 跨境八達通                | 八達通 · 全國通卡                                 | HK$88（首創版） HK$68→HK$42（銷售版） | 无                    | 於2024年3月26日推出首發紀念版本，具有符合交通聯合卡標準的人民幣錢包和FeliCa港幣錢包，可在中國大陸交通聯合城市使用交通聯合人民幣錢包。2024年9月12日起推出全面銷售版，並將售價降至$68，後來更2025年年初將普售版的售價進一步降至$42。 |

### 個人八達通

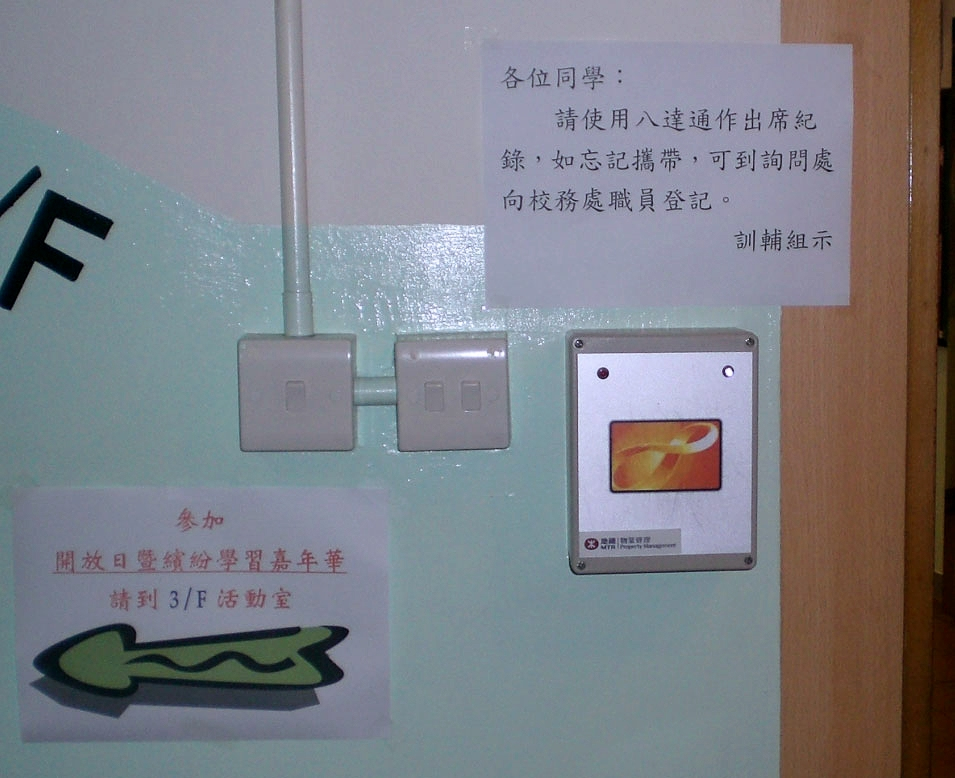
八達通發展出其他用途，例如學生簽到、人事管理考勤、屋邨住客身份確認、疑犯行蹤追查。相中為李陞小學的一部讀卡機。

個人八達通，是記名的八達通卡。卡上印有持卡人的姓名，持卡人的相片也可以印上，亦儲存了持卡人的年齡以判斷所屬的年齡組別（小童、成人或長者）。個人八達通可以另行加註「學生身分」或「殘疾人士身分」，但需要在港鐵客務中心遞交表格申請。現時個人八達通卡已經取代已停止發行的學生八達通及前地鐵學生乘車證。截至2005年3月，總共有38萬人持有個人八達通。
除了一般八達通的基本功能外，個人八達通亦可作為一張鎖匙卡，用於進入住宅及商業大廈等設施。而超過50間中學亦使用個人八達通作為點名紀錄出席率，及學校圖書館借書的用途。
長遠來說，考慮到租用八達通讀卡器的月費，一次性購入其他讀卡系統較便宜。因此，一些學校或住宅決定不使用八達通，而是自行設立自己的感應式讀卡系統。

### 紀念版八達通
八達通公司不時會發行一些特別版本的紀念版八達通，屬「銷售版」一類。通常是藉着一些特別節日或事件時發行。它們通常價值為HK$100，內有HK$10面額。雖然不能夠退還，但可以當作成人八達通使用。

### 迷你八達通
迷你八達通卡的大小是標準八達通卡的三分之一，卡上附上活動匙扣，屬「銷售版」一類。於2007年6月15日開始發售，共有兩個種類：成人迷你八達通卡和長者迷你八達通卡。同時，八達通公司亦推出為小童而設藍色的小童八達通手帶。

### 非卡類八達通
八達通公司由1999年起，出產融合八達通功能的「八達通手錶」。這類腕錶鑲嵌了八達通的晶片。使用者付款時，只需將手錶掃過讀卡器便可。這些手錶可於港鐵大部分客務中心、以及部份便利店購買。截至2003年5月31日，總共有11,482隻八達通手錶流通於市面。
諾基亞也於2002年推出了「八達通諾基亞手機電池蓋」，使一部手提電話成為八達通。這款電池蓋專為Nokia 3300/Nokia 3310手提電話而設的。
另外，八達通卡有限公司亦在2007年11月21日推出了「Hello Kitty銷售版成人八達通連匙扣套裝」，乃該公司首次推出以毛公仔為媒介的非卡類八達通，在部份7-11便利店有售。日本知名卡通人物Monchhichi亦推出Monchhichi造型迷你版八達通，在Monchhichi飾物專門店及部份網上首飾店有售。
八達通卡有限公司在2015年8月與香港海洋公園合作推出「海洋公園×八達通」動物造型配飾，分別有「同心護海洋」（成人版）和「藍勇士」（小童版），乃該公司首次跟香港海洋公園合作之推廣產品，於海洋公園禮品店、部份7-11便利店及OK便利店有售。

### 銀行發行版八達通
「銀行發行版八達通」，一般由銀行或金融機構發行，目前所有「銀行發行版八達通」均備有個人八達通功能以及銀行卡功能，同樣儲存了持卡人的年齡以判斷所屬的年齡組別（成人或長者），可以享用自動增值服務，以及享用相關優惠（例如：輕鐵的個人八達通積分優惠）。
大部分「銀行發行版八達通」在推出初期並未有附加EMV晶片，後期才陸續加上，只有大新銀行發行的「大新八達通App卡」是在推出時已附有EMV晶片，以配合香港銀行卡晶片化計劃。銀行發行版八達通持卡人只可以透過使用相關銀行戶口（信用卡戶口或綜合戶口的支票戶口）為八達通自動增值，當該八達通的剩餘儲值金額低於HK$0時，便會自動增值HK$250，每24小時只能自動增值一次，而相關戶口的連繫亦不能更改（否則須交還予發卡銀行註銷）。
目前有在香港發行此類八達通卡的銀行如下表。
| 推出日期      | 銀行                 | 銀行卡                         | 描述 |
| ------------- | -------------------- | ------------------------------ | --- |
| 2008年7月16日 | 花旗銀行（香港）     | VISA信用卡                     | 「八達通Citibank信用卡」，是市場上首張擁有八達通功能的信用卡。                                                             |
| 2013年6月6日  | 中國建設銀行（亞洲） | 銀聯雙幣信用卡                 | 「建行（亞洲）八達通銀聯雙幣信用卡」，屬中國銀聯的雙幣（港幣／人民幣）信用卡。                                             |
| 2012年7月24日 | 大新銀行             | 循環快應錢現金貸款卡           | 「大新八達通In-Money App卡」                                                                                               |
| 2010年1月7日  | 星展銀行             | 銀聯借記卡（提款卡）           | 「星展八達通提款卡」，是市場上首張擁有八達通功能的提款卡。目前只有該行的「DBS Wealth Account」和「豐盛理財」客戶才能申請。 |
| 2013年1月16日 | 大新銀行             | 銀聯借記卡（提款卡）           | 「大新八達通i-Account App卡」和「大新八達通VIP App卡」                                                                     |
| 2014年4月2日  | 大新銀行             | YOU Banking優易理財 銀聯借記卡 | 大新銀行發行的八達通功能的提款卡，與該行「YOU Banking優易理財」同時推出。                                                  |

### 手機八達通
手機八達通為首款無卡化八達通，用者需持有以下其中一款流動裝置:
- 指定型號三星手機及內有Samsung Pay應用程式
- iPhone 8或以上型號、Apple Watch Series 3或以上型號的Apple设备并安装最新软件。
- 指定型號華為手機及內有HUAWEI Pay應用程式
- Android 12以上版本，設有NFC功能、沒有Root的裝置，以及需要在連接網絡時使用。（目前不能夠轉移現有八達通，只能在八達通應用程式購買新的租用版成人手機八達通。）

用法與普通八達通無異，將手機背部或顶部拍向八達通讀卡機交易。新使用者可選擇：
- 將現有八達通卡資料及現金轉移至手機八達通，舊卡將會即時作廢，用戶不可以將手機八達通回復到實體八達通卡。
- 在Samsung Pay、Apple Pay、HUAWEI Pay或八达通应用程式內購買新的手機八達通

目前支援不記名的租用版成人、長者以及個人八达通（包括加註「學生」身分的成人八達通），但小童八達通、樂悠卡及加註「殘疾人士」身分的成人八達通暫不能被添加。
除經一般方式增值外，亦可以透過八達通手機應用程式經八達通錢包帳戶，或使用信用卡於Google Pay、Apple Pay、Samsung Pay、HUAWEI Pay增值。2020年5月20日前使用Samsung pay信用卡增值會收取2.5%增值服務費，在此日期之后则免收，但Smart Octopus内的余额将不能转出至八達通錢包帳戶。

### 港鐵特別用途八達通
港鐵曾推出了一套「機場快綫旅遊票」（前稱「機場快綫遊客八達通 — 三日地鐵通行證」），共有兩個版本（兩者均已於2022年11月30日起停止發售）：
- 三日無限次乘搭港鐵、輕鐵、港鐵巴士（新界西北）（機場快綫、東鐵綫頭等、港鐵接駁巴士、及羅湖站及落馬洲站除外）+機場快綫車程一次，票價HK$250，並包括HK$50可退還按金。
- 三日無限次乘搭港鐵、輕鐵、港鐵巴士（新界西北）（機場快綫、東鐵綫頭等、港鐵接駁巴士、及羅湖站及落馬洲站除外）+機場快綫車程兩次，票價HK$350，並包括HK$50可退還按金。

港鐵亦推出了「學生臨時八達通卡」或「殘疾人士臨時八達通卡」，方便有關人士分別處理「學生身分」個人八達通的申請或補領期間享有港鐵的特惠車費，以及「殘疾人士身分」個人八達通補領期間享有指定公共交通工具的HK$2的優惠票價。以上兩種臨時八達通卡有效期為購買該臨時卡起計92天。
另有「機場員工八達通」，專為機場員工而設，提供機場快綫及機場巴士的車費優惠。
藍色「港鐵員工八達通」專為港鐵員工工作而設，提供港鐵（全職或於邊境車站兼職員工，包括往來羅湖站及落馬洲站的車程）、機場快綫（只適用於全職員工）、輕鐵及港鐵巴士的免費無限次乘車優惠。
綠/紅色「港鐵員工家屬八達通」提供港鐵（全職員工家屬亦包括往來羅湖站及落馬洲站的車程）、輕鐵及港鐵巴士的免費無限次乘車優惠，以及全年（由每年1月1日凌晨05:00起重新計算）機場快綫免費10程乘車優惠。

## 普及情況

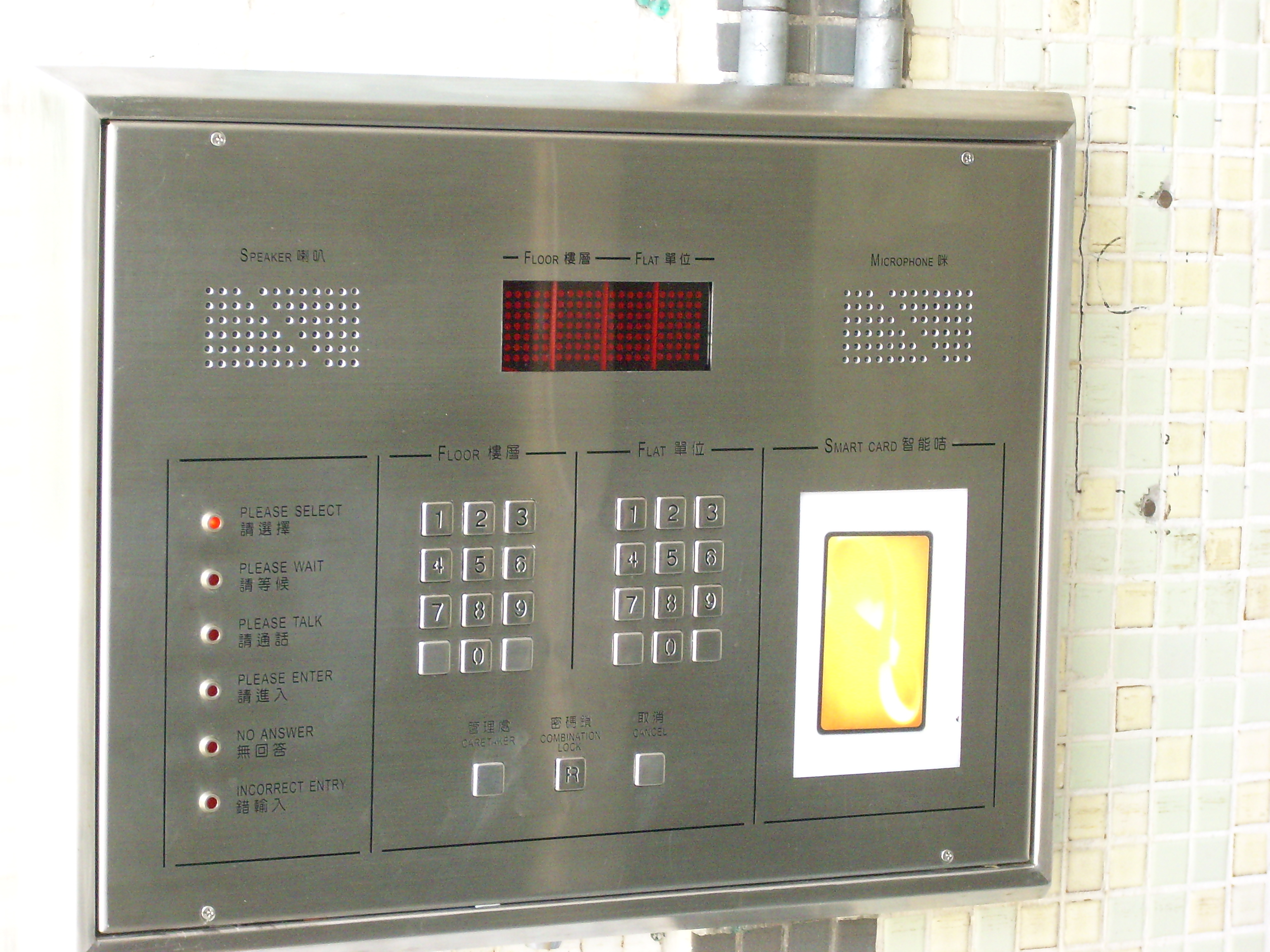
八達通門禁系統，作為住戶身份認證的系統。

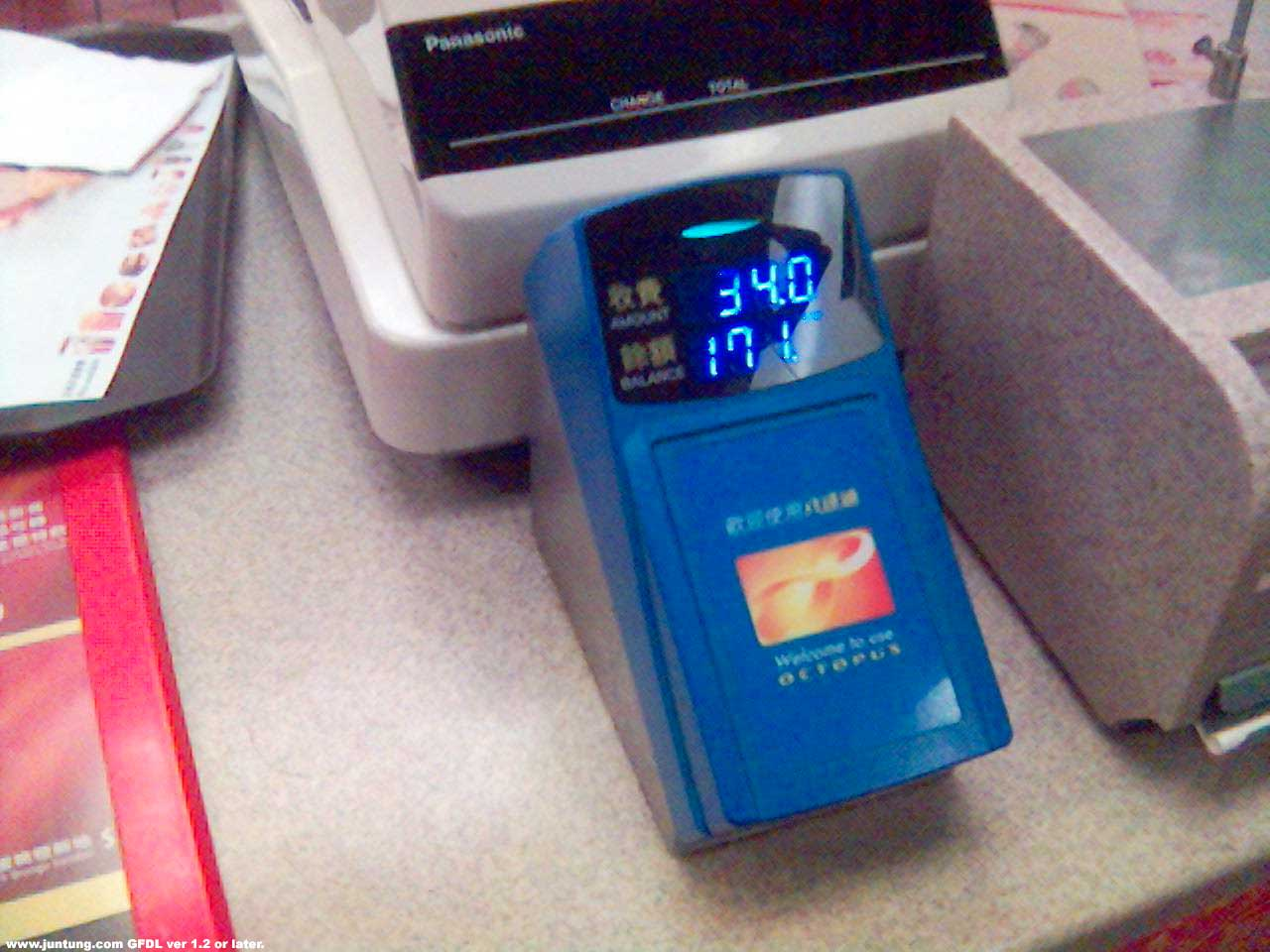
中環麥當勞的八達通付款器

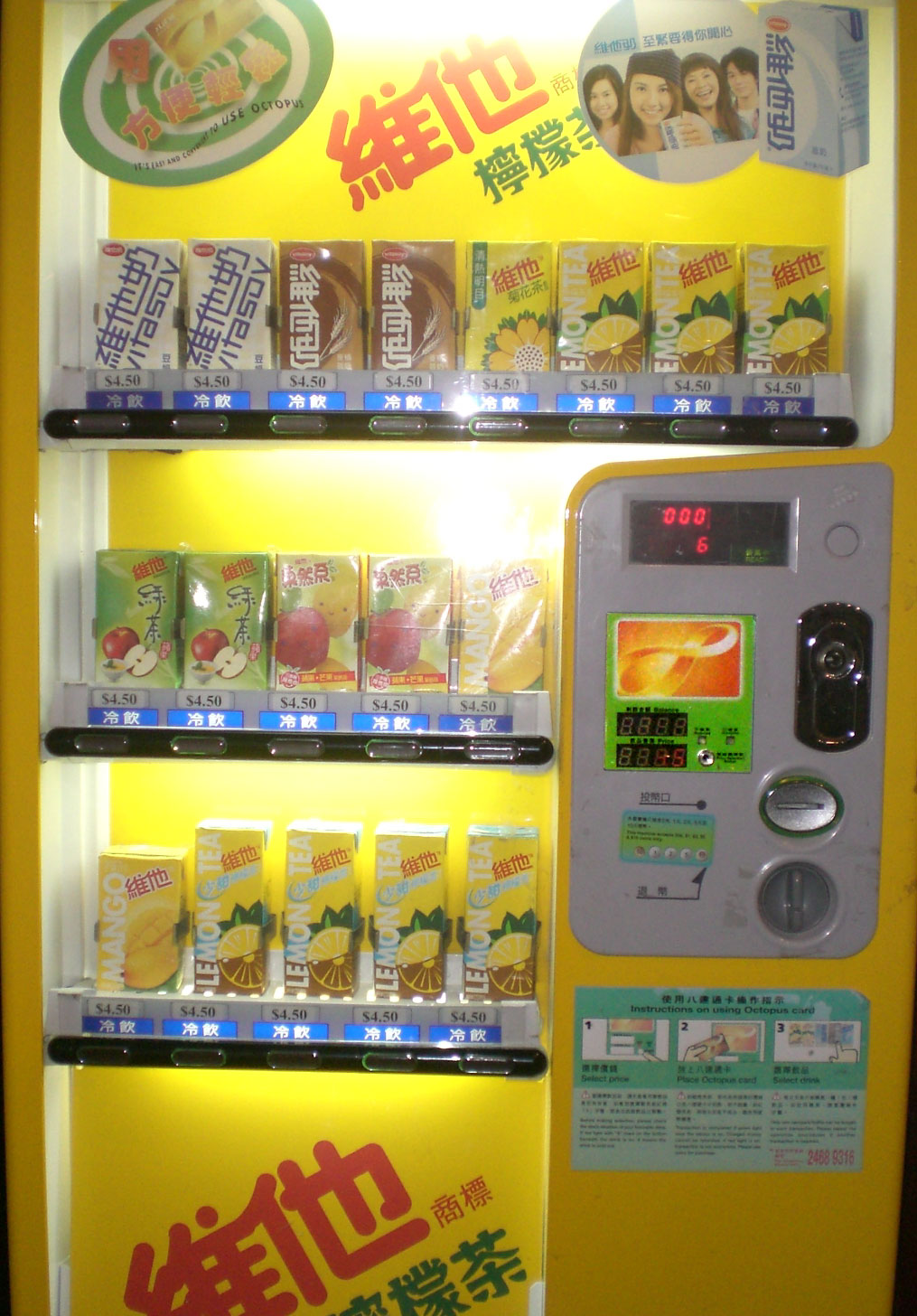
自助售貨機（港鐵車廠內），接受八達通付款

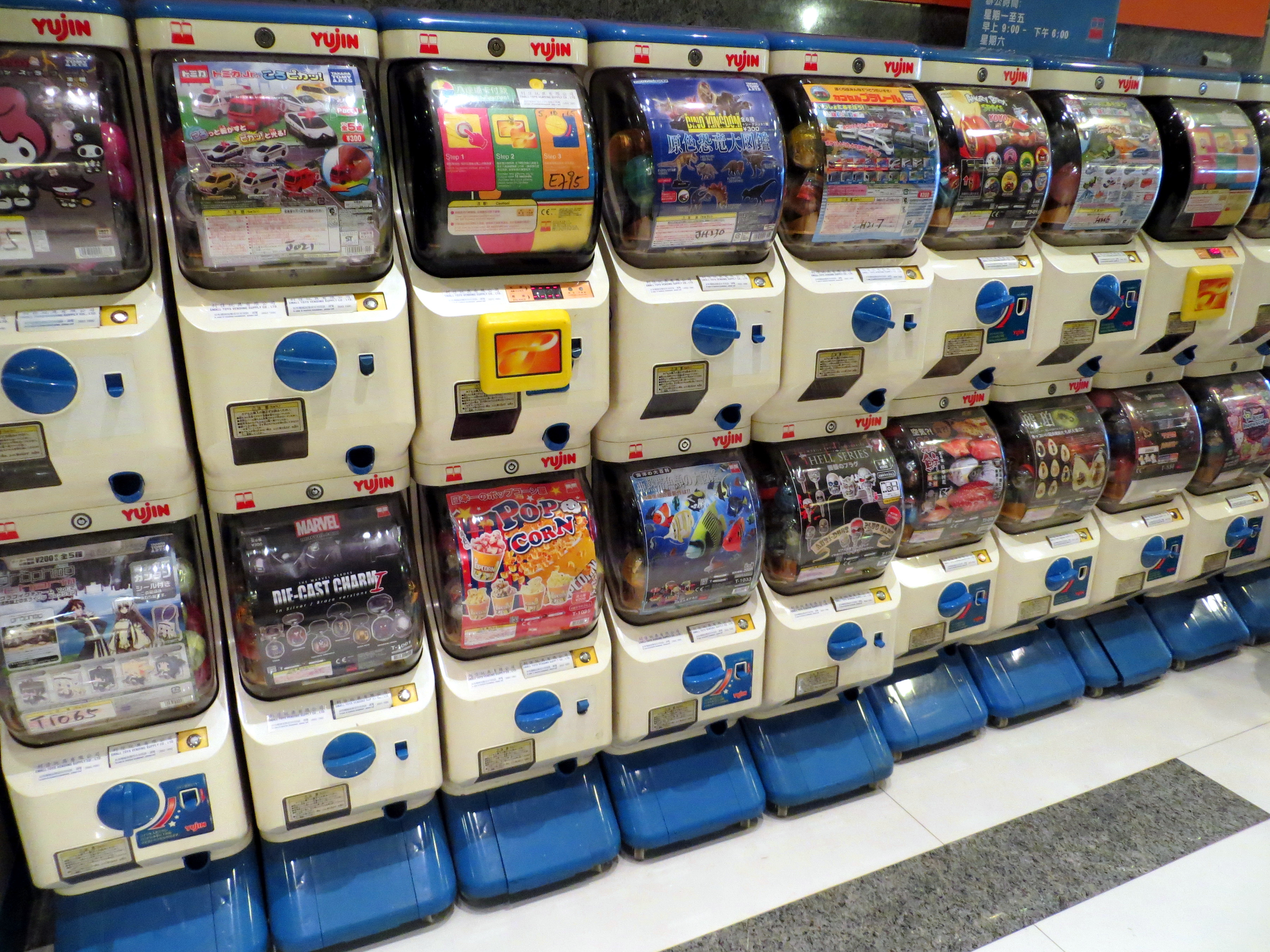
只接受八達通付款的扭蛋機

八達通系統於1997年啟用，啟用後三個月已發行近300萬張。成功的主要原因是香港地鐵及九廣鐵路規定所有儲值票須更換成八達通，否則儲值票就會變成廢票，使經常乘搭兩鐵合共約每天3百萬人次乘客轉用八達通。另一原因就是1997年的硬幣短缺，因為人們認為香港的舊硬幣會升值，所以很多人都把舊硬幣儲起來，不用使用零錢的八達通於是受到歡迎。
不過，由於八達通於1997年8月開售後便旋即搶購一空，結果使到本來已停售的通用儲值票重新推出，並利用個人八達通卡來用作臨時成人八達通卡。但該等臨時成人八達通卡背面的顏色是白色，沒有印任何圖案，至1998年末，因八達通的供應重新充裕起來，故各公司於1999年1月1日起，停止接受以通用儲值票繳費。
1998年11月，八達通發行了460萬張，至2002年1月，總發行量達到900萬張。
截至2012年6月底，在香港採用八達通服務的商戶超過5,000家，八達通的流通量達2,074萬張，而每日平均使用量及交易金額分別為1,210萬次及1.239億港元。
八達通系統逐漸在不同交通工具中提升應用率。2000年，九巴透露絕大部份的巴士車費是以八達通收取，只有極少部份是靠輔幣收取。這是由於巴士車費不設找續，以輔幣付款比較麻煩。例如於2009年的標準，過半數的紅隧過海線是收費是HK$9.3，就需要至少五個輔幣（一個$5、兩個$2、一個$0.2及一個$0.1）。由於上車前不用花時間準備輔幣，使用八達通比使用現金方便得多，成為八達通迅速普及的主因之一。
另一個八達通系統成功的原因，是在於其廣泛的通用性。不像其他城市的交通付款卡各自為政，香港的八達通通用於大部分公共交通工具，也成為不少大型店舖的電子貨幣收費方式。一張八達通便可應付日常大部份的小額交易。Suica（JR東日本）及ICOCA（JR西日本）這兩個電子貨幣系統都嘗試學習八達通這個優點。
截至2017年，市面流通逾3,450萬張八達通卡，相當於每位香港人平均持有5張八達通卡。至2021年，每日交易宗數也超過1,700萬，每日交易額超過2億6000萬港元。超過15,000家服務供應商旗下超過35,000個零售點接受八達通付款。及有超過80,000個八達通讀寫器。而逾98%介乎12歲至64歲的香港市民均擁有最少一張八達通卡。
現時全香港逾60所中、小學，使用八達通卡收費及點名等工作。及與教育局商討，全力發展「八達通校園管理系統」。「八達通校園管理系統」可作學校門禁、考勤、收費、活動點名及圖書管理等服務。
八達通卡有限公司行政總裁戴勇牧表示，最近將八達通打入3個新市場，包括洗衣店、沖印 
、報讀課程及小賣部等。

### 廣東話上的應用

#### 嘟
由於八達通功能多，與日常生活有密切關係（如乘車、小額購物），使用頻繁，香港的粵語因而開始出現以八達通及其服務衍生的粵語用詞。最常聽到的，包括運用交易時發出的「嘟」響聲作動詞使用。例如「去嗰度可以用八達通嘟」或「呢度可以嘟八達通」指某處接受以八達通付款；另外，也有直接只用「嘟」來表示使用八達通，例如「嘟包嘢飲」意思是用八達通付款以購買紙包飲料。

#### 負
「負錢」或「負咗錢」二詞指卡內可用餘值少於零、須於再次交易前增值的狀態，如「我張八達通負錢！」、「我負咗錢入唔到閘！」等。

## 爭議事件

### 「假卡」事件
曾有乘客持超過了餘值有效期的八達通乘坐巴士，收費器上顯示「假卡」，巴士司機暗中報警將該人拘捕。最後八達通卡公司公開道歉，並將八達通餘值有效期由增值後100天加長為1,000天及承諾更新收費器韌體。

### 易辦事錯扣錢事件
八達通的運作系統踏入約十年（即2007年），傳媒陸續披露多宗被扣錯車資及錯誤增值的新聞，消息引起社會廣泛關注。
2007年初，有乘客發現利用易辦事為八達通增值時，雖然不能成功增值，但八達通仍然從市民的戶口扣除數目，2007年2月4日八達通指系統錯誤是源於2006年12月5日的網絡提升工作，發現共有571次交易雖然未完成，但客戶同樣遭扣錢，涉及金額達14.24萬元。當時傳媒質疑八達通為何不全面徹查事件，但八達通堅稱扣錯錢問題是與系統更新有關，毋須調查12月5日前的交易。
不過，由於八達通屬接受存款機構，在香港需要受金管局按照《銀行業條例》監管，金管局於是就事件要求八達通提供受法律約束的報告。2007年2月16日，金管局公布，發現錯扣錢事件較八達通公布的更多，而八達通系統於更新前已有扣錯數情況，並委任一顧問向八達通提供意見，金融管理專員亦經諮詢財政司司長後，委任中文大學商學院教授陳志輝為顧問，向八達通公司提供意見。
金管局建議內容包括：
- 八達通卡公司事務、業務及財產的管理，以確保在八達通卡公司的運作上（包括但不限於扣帳及增值交易的程序）對八達通卡持有人的利益有適當的保護及保障；
- 與獨立核數師報告有關的事項；
- 有關實施獨立核數師報告可能提出的任何改善措施的建議。

金管局亦責成八達通卡公司檢討所有有關交易，並主動及即時向有關客戶退款；向公眾披露所有有關資料；繼續暫停地下鐵路及九廣鐵路車站的易辦事增值交易，並在切實可行的範圍內儘快採取行動，將有關範圍擴展至兩鐵車站以外的所有易辦事增值交易，直至查出及解決所有有關增值失效及退款安排的問題為止；向公眾披露有關處理這些事項的進展。
在2007年7月27日八達通卡公司公佈報告，指在2000年起，一共有15,270宗透過易辦事增值錯扣款項的個案，共多扣了約三百七十萬港元款項。八達通卡公司指於2000年前可能尚有其他同類個案，但由於公司只保留過去七年之交易數據，因此無法查出。經過調查，公司發現問題可能是來自安裝於地鐵車站自動增值機內的電子轉帳組件，於交易不成功的增值動作亦從易辦事系統中扣除金額。八達通卡公司宣佈將會與易辦事公司及銀行合作，向受影響客戶發出聯繫，安排退款，預期需時十個星期。
2007年12月21日，八達通卡公司宣佈永久停止易辦事增值服務。

### 2010年八達通私隱資料洩露事件
八達通於2002年起將約200萬客戶的個人資料轉讓給第三者，並收取4,400萬元，佔了公司總收入三分之一。被轉讓的個人資料不但包括姓名、性別、身份證號碼等，更包括用戶曾於部份商戶購物的詳細清單。是次事件受影響的客戶包括參與八達通日日賞的客戶、個人八達通卡客戶及自動增值服務的使用者。

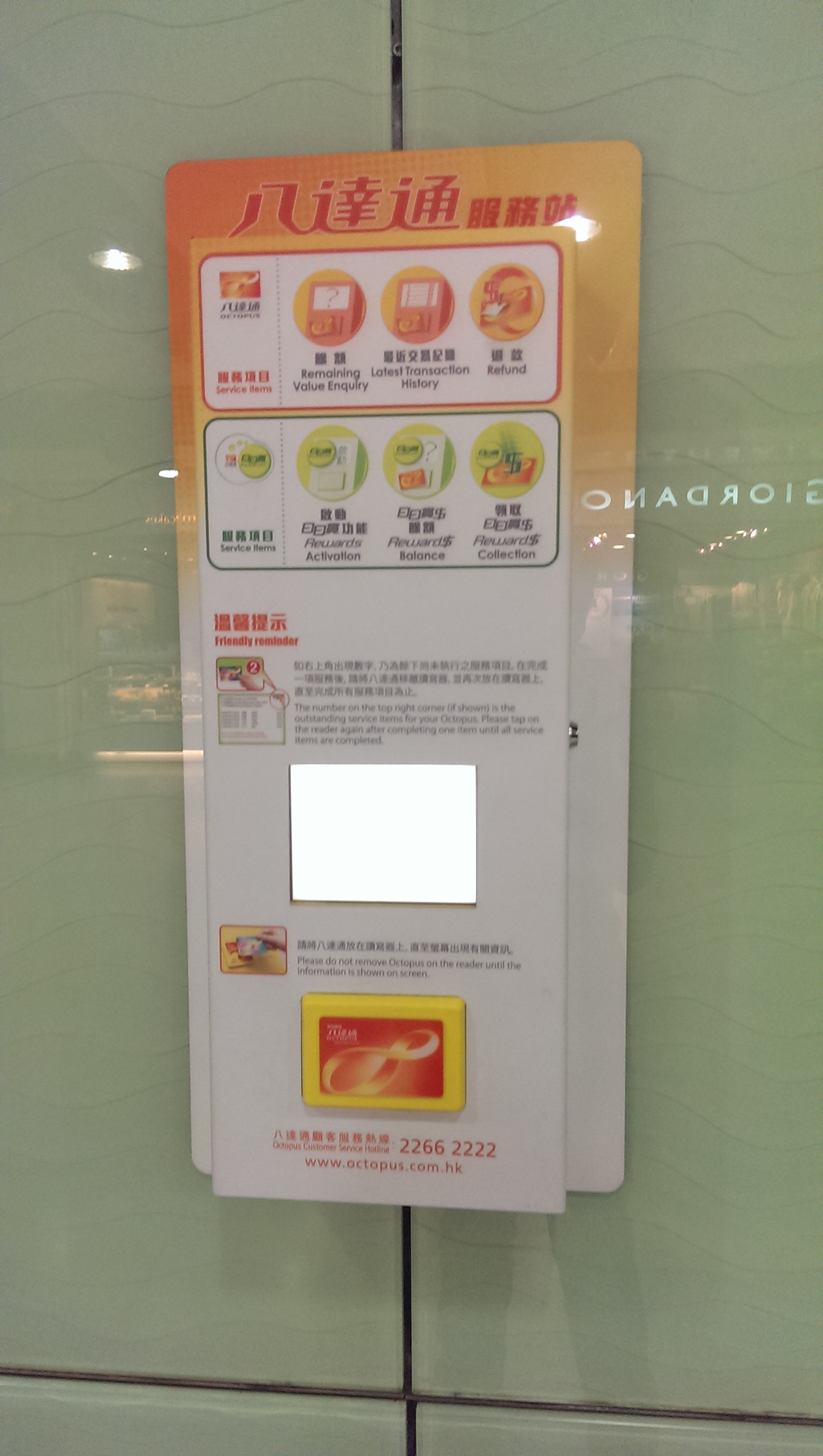
八達通服務站（港鐵中環站）

### 2013年八達通多扣用家事件
八達通公司表示由2009年至2013年5月中，共有78萬宗扣錯錢個案，涉770萬元，歷時達4年，至2013年5月17日才開始為非個人八達通用戶退款，約涉375萬，連同2009年前因沒有收集到「未完成交易」的數據，而無法安排退款的560萬元，這筆逾900萬的未退款項在16年來一直放入八達通的營運帳目，無獨立處理。
然而，八達通公司屬金管局認可的接受存款公司，受《銀行業條例》監管，須遵守《銀行營運守則》。根據守則，發卡機構應以合理步驟盡快向客戶退還錯扣金額。民主黨立法會議員涂謹申指八達通公司是存款公司，八達通卡就像電子存摺，因此事件比單純多扣款項嚴重，八達通公司在2009年掌握錯扣款項數據，4年也不向外公布及退款，已經違反了《銀行營運守則》。新民主同盟議員范國威亦懷疑八達通公司刻意隱瞞，質疑作為大股東的港鐵及特區政府都應該知悉情况，若八達通公司沒將錯扣款項的情况通知金管局，罪行便更大。
為解決問題，八達通公司於2013年5月17日起設30個「八達通服務站」讓用戶退款，服務站設於人流多的13個港鐵站、巴士總站和領展商場，無人領取的退款會成立八達通慈善基金。唯部份服務站設置在較隱閉的位置，如銅鑼灣站設於時代廣場出口轉角位，遠離售票機；灣仔站則設於出入閘均不會途經的牆上；中環站置於通往皇后像廣場出口的通道，該處人流較少。至於九龍塘站設於東鐵線閘外H出口的八達通增值機旁，但該站人流主要是不出閘的轉乘客。市民批評八達通公司宣傳明顯不足，現場欠缺指示，難以察覺服務站位置，令人懷疑公司不希望使用者方便使用。
而服務站螢幕下方會有紅字提示被多扣金額，若沒被多扣錢，螢幕只會顯示過去五次交易紀錄，令不少市民感到混亂，有市民更要即場致電熱線查詢。

### 2017年新卡設計
八達通公司於2017年10月公佈將會為成人、長者及小童的八達通卡重新設計，不過新設計在Facebook發布後，有部分網民認為「好核突」、「新不如舊」、「幼稚園小朋友做設計師」，有網民更指新設計也許減少市民換卡意欲。

### 內地電商的付款合作關係
淘寶網在2014年2月開始接受八達通拍手機付款，但之后淘寶網及天貓網于2019年开始停止该服务，有網民指八達通或被過橋抽板。
2018年左右，京東已接受八達通網上付款。

## 香港以外的發展

### 廣東省深圳市
港鐵公司已簽訂了深圳地鐵的自動收費系統的合約，研究如何令八達通可於深圳地鐵使用。這涉及貨幣的自動兌換，如何將人民幣金額轉化為港幣金額。2018年开始，在深圳地铁各站设置的深圳通銀行卡自助增值机除了可以增值深圳通外，也可以增值八达通。但充值金额是以港币为单位，並以当日人民幣對港幣汇率进行扣款。
至於在交通工具使用八達通，現階段未有進展，因為深圳的運輸工具各有各的系統，在商討上有很大困難，且暫時中國袛准許八達通在零售方面拓展業務。另外，由於在香港以外(除深圳)並無增值服務，市民只能用銀行或信用卡作「自動增值」，現時的增值額已調升至500元一天。
另外在2010年5月，八達通曾跟深圳通商談合作，共同研究及發行一張二合一卡，但未有共識，直至2012年8月9日，八達通卡有限公司與深圳通有限公司宣布將於2012年內在香港和深圳同步推出二合一聯名卡，於9月3日八達通卡有限公司與深圳通有限公司正式公布二合一聯名卡名為「互通行」（英語：Hu Tong Xing），首批限量版於2012年9月4日發行，香港普通版將於9月11日於香港和深圳同時發售；至於深圳普通版「互通行」卡，原先預計會於2012年年底推出，唯直至2014年，深圳普通版「互通行」卡才正式對外發行。。
於2012年12月28日，隨著嶺南通和深圳通正式達成合作協議，深圳通將於2013年年底正式加入成為嶺南通的一份子，然而由於「互通行」聯名卡跟早期的深圳通一樣均使用FeliCa晶片卡（以配合「一卡一芯雙錢包」模式），而非嶺南通目前使用的Type A標準，因此「互通行」聯名卡將未能如「八達通·嶺南通」聯名卡及「嶺南通·八達通」聯名卡一樣可在廣東省內使用。
「互通行」與現時的八達通卡一樣採用完整的FeliCa晶片卡，唯由於要配合「一卡一芯雙錢包」（人民幣／港幣）模式運作，因此「互通行」所採用的型號應為比現有的八達通卡更新和更先進的型號（估計其FeliCa晶片卡型號為RC-SA00）。因此「互通行」卡之深圳通卡號碼跟早期發行的深圳通卡號碼一樣只有9位數字，而非目前使用的Type A標準的深圳通卡所使用的10位數字號碼（即9位數字加一位括號數字號碼），有智能卡專家認為，相比Type A標準的深圳通卡，「互通行」採用的FeliCa晶片較精密和安全，令不法份子無法破解和複製假卡。
必須注意的是，早期於深圳發售的「互通行」二合一聯名卡普通卡仍是香港普通版，直至2014年1月19日深圳版本（藍色卡面）才開始於深圳地區發售；跟香港普通版不同的是，深圳普通版「互通行」卡背的深圳通客戶服務熱線已改為（86）755-969966，而香港普通版則未有作出相同修改。唯在2015年起，「互通行」已改由深圳市深圳通有限公司統一配售（藍色卡面版本），香港方面已改為在部份OK便利店及八達通網上商店發售。
在2016年2月，深圳通有限公司為配合前海深港現代服務業合作區之發展，「互通行」卡推出了「互通行·前海」，於深圳地鐵1號線羅湖站、世界之窗站及大新站之「深圳通便民服務點」發售，該卡同樣具備八達通港幣錢包及深圳通人民幣錢包功能。
2023年8月30日，八达通与深圳通联合推出“深港一卡通”，该卡具有符合交通联合卡标准的深圳通电子钱包和八达通电子钱包，分别使用人民币和港币充值。“深港一卡通”可在深圳通客户端、自营客服网点、深圳地铁口岸站（罗湖、福田、皇岗口岸、蛇口港、文锦、莲塘口岸、福田口岸）及口岸站自助终端，以及邮政53个支局营业网点购买，但跟带有交通联合标志的岭南通·八达通一样同样只限中國內地銷售。而香港八达通公司则因计划发行直接使用八达通港币钱包的交通联合版八达通卡（即「八達通—全國通」）而选择不发行对应产品（即带有交通联合标志的香港普通版「互通行」）。

### 广东省（深圳以外）
八達通公司在2011年8月23日與「嶺南通支付網絡服務股份有限公司」簽訂聯名卡發行合作框架協議，開展互聯互通合作方案。兩家公司將會共同研究及發行一張二合一卡，涵蓋兩家公司於香港及廣東兩地的電子支付網絡，預計在2012年內發行。
2012年2月7日，八達通公司表示年中將會推出與嶺南通合作發展的二合一卡。二合一卡為不記名，不會有載有個人資料，卡內設有兩個獨立的電子錢包戶口，分別以港幣和人民幣結算。持卡人於廣州、佛山、江門、肇慶、汕尾及惠州的公共交通及零售支付網絡交易時，使用卡內的人民幣電子錢包戶口。而在香港使用時，則會自動轉為使用港幣戶口結算。《嶺南通-八達通聯名卡合作主協議》合約已於2012年4月26日在廣州簽定，在中國內地發行的名為「嶺南通·八達通」聯名卡，在香港地區發行的名為「八達通·嶺南通」聯名卡，首批限量版於7月2日發行，普通版則會在7月18日正式對外發售。

另外，由于广佛通需要系统升级，佛山市暂不能销售及使用「嶺南通·八達通」聯名卡及「八達通·嶺南通」聯名卡，具体推出时间待定。
於2012年12月28日，隨著嶺南通和深圳通正式達成合作協議，深圳通將於2013年年底正式加入成為嶺南通的一份子，因此「八達通·嶺南通」聯名卡及「嶺南通·八達通」聯名卡屆時將可在深圳市內使用（可透過嶺南通官方網站或其他官方渠道輸入聯名卡之10位數字之嶺南通卡號以啟動卡內嶺南通人民幣電子錢包於深圳和東莞的使用功能）。
跟「互通行」（八達通與深圳通之聯名卡）不同的是，「八達通·嶺南通」及「嶺南通·八達通」兩種聯名卡並不是採用完整的FeliCa晶片卡，它們是以FeliCa晶片加上嶺南通目前使用的Type A標準晶片，其生產工序比較複雜，其中五個生產環節分別涉及日本、泰國和香港等多個國家和地區，而卡片的製造廠商則在內地。而「互通行」則與現時的八達通卡一樣採用完整的FeliCa晶片卡。
另外，在廣東省發行的「嶺南通·八達通」聯名卡是首款直接由廣東嶺南通股份有限公司發行的嶺南通卡產品，而目前大部分嶺南通卡產品均由各地方交通卡所屬公司發行。
2023年4月14日，帶有交通聯合標誌的嶺南通·八達通在廣州正式發行，持卡可通行全中國327座城市，限量線上首發銷售1000張，但只限中國內地銷售，而香港八達通公司則因計劃發行直接使用八達通港幣錢包的交通聯合版八達通卡（即「八達通—全國通」）而選擇不發行對應產品（即帶有交通聯合標誌的「八達通·嶺南通」聯名卡）。

### 全國：加入交通聯合
根據2020年8月28日南華早報報導，八達通公司公佈有意加入交通聯合，並在2021年4月獲得行政總裁李俊明接受星島日報專訪時證實，並計劃同步發行雙芯片卡方便互通。另外八達通亦有計劃加入東亞智能卡組織GLOPAS，將可在新加坡、韓國、泰國、澳門等地利用八達通app的二維碼進行支付。
2022年6月21日，八達通公司公佈已達成與交通聯合的合作關係，將來八達通可直接在已加入交通聯合的城市的交通上使用，預計在2023年第二季實施。
帶有交通聯合標誌的八達通—全國通卡已於2024年3月26日推出，2025年中將陸續在銷售版八達通產品內加入全國一卡通功能。

### 澳門
在2006年12月10日起，位於澳門水坑尾街和金沙娛樂場的肯德基快餐店接受以八達通付款，收費以一港元兌一澳門幣計算，但及至現在，因水坑尾街的肯德基結業，現時，全澳門所有肯德基不再接受使用八達通。
另外，在2006年底，八達通表示正準備開拓澳門八達通卡，以澳門幣結算，供澳門居民使用，但要待澳門金融管理局發出牌照才能開展。但自2008年12月1日起，澳門兩家巴士公司正式加價，但同日澳門政府推出「公交車資優惠計劃」，在乘搭兩巴各路線時，使用澳門通可享受比加價前更便宜的車費，其普及程度一下子大幅提升，短短半年間發卡量達40萬張。而直至2009年底，發卡量近50萬張，即澳門所有人口都幾乎擁有一張。
2009年6月，與八達通公司合作開發澳門八達通市場的澳門公司入稟香港高等法院，指八達通公司未有履行合作協議，沒有向澳門金融管理局提供相關資料，又不跟進申請牌照事宜，亦指八達通於2007年10月5日惡意終止合作協議，要求八達通公司賠償違約損失。
现时澳门交通与超市，以至泊车消费已由澳门通全面覆盖。

## 統計數字
1. 截至2021年12月31日，市面上流通的八達通卡及產品超過3,590萬
2. 全港15至64歲組別人士中，高達98%以上擁有八達通
3. 每日處理1,700萬宗交易
4. 每日總交易額高於港幣2億6000萬元
5. 超過15,000家服務供應商旗下超過35,000個零售點接受八達通付款
6. 香港市面上裝置了超過80,000部八達通讀寫器
7. 超過330萬張八達通已參加了八達通日日賞計劃

- 以上統計數字截至2021年12月31日

（最新資料來源：八達通官方網頁 （页面存档备份，存于））

## 外部連結
- 八達通官方網站 （页面存档备份，存于）